# Carlos XIV João da Suécia
Carlos XIV & III João (Pau, 26 de janeiro de 1763 – Estocolmo, 8 de março de 1844) foi um militar francês que acabou se tornando o Rei da Suécia como Carlos XIV João e Rei da Noruega como Carlos III João de 1818 até sua morte, também servindo como regente do rei Carlos XIII & II de 1810 até sua ascensão. Nascido como João Batista Bernadotte, alistou-se em 1780 no Exército Terrestre Francês como soldado raso. Ele avançou rapidamente durante a Revolução Francesa depois de um longo período como oficial não comissionado, alcançando em 1794 a patente de general. Bernadotte distinguiu-se em várias batalhas e campanhas, servindo como Ministro da Defesa por um breve período. Passou vários anos tendo uma relação ruim com Napoleão Bonaparte, porém se reconciliaram em 1804 e ele acabou nomeado um Marechal da França, a mais alta patente militar do país.
Bernadotte foi escolhido em 1810 pelo Parlamento da Suécia como o herdeiro do rei Carlos XIII, que era velho, doente e não tinha filhos, assumindo o nome de Carlos João e o papel de regente do reino. Ele foi escolhido com o objetivo de melhorar as relações entre Suécia e a França e recuperar o território da Finlândia. Entretanto, o novo Príncipe Herdeiro levou a política externa de seu novo país para outra direção, fazendo alianças com a Rússia e o Reino Unido contra a França. A Sexta Coligação havia oferecido apoio na conquista da Noruega (que na época estava em união pessoal com a Dinamarca) em troca de ajuda sueca contra Napoleão, com Carlos João liderando o Exército do Norte. Depois de sua vitória na Batalha das Nações contra os franceses, ele forçou a Dinamarca a ceder a Noruega através do Tratado de Kiel. Os noruegueses se rebelaram em 1814 contra o domínio sueco, porém Carlos João liderou uma campanha militar e fez o país assinar a Convenção de Moss e se unir à Suécia.
Ele ascendeu aos tronos sueco e norueguês em fevereiro de 1818 depois da morte de Carlos XIII & II. Como o novo rei, Carlos João trabalhou para melhorar a economia de seus países, equilibrando o orçamento interno com o pagamento da dívida externa e também realizando grandes projetos de infraestrutura como o canal de Gota. O rei tentou aproximar a Noruega da Suécia através de uma política de amalgamação, porém suas vontades frequentemente esbarravam no parlamento norueguês. As políticas externas de Carlos João permitiram controle sobre as taxas alfandegárias e deixaram o país em estado de paz interna e neutralidade externa. Ele era uma pessoa bastante teimosa, característica que se intensificou durante a década de 1830, fazendo com que fosse duramente criticado pela oposição liberal. O rei acabou cedendo para algumas demandas da oposição em seus últimos anos de vida. Carlos João morreu aos 81 anos em março de 1844 e foi sucedido por seu filho Óscar I.

## Início de vida

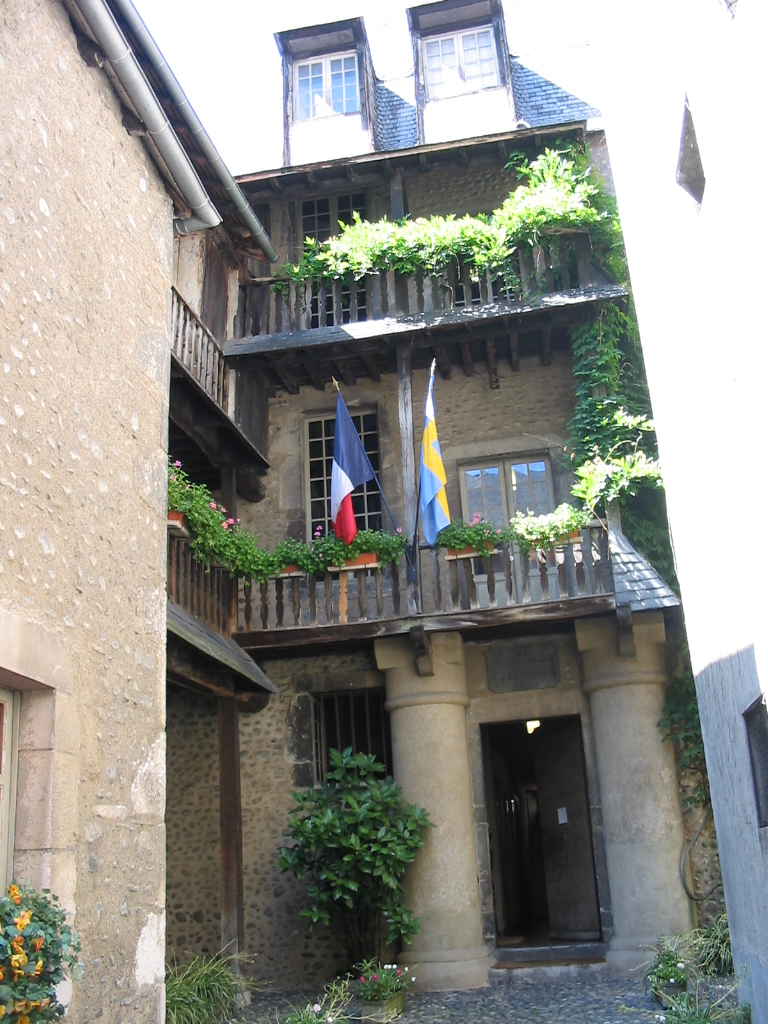
Casa Bernadotte na cidade de Pau

João Batista Bernadotte (em francês: Jean-Baptiste Bernadotte) nasceu no dia 26 de janeiro de 1763 na cidade de Pau, antiga província de Bearne, na região sudoeste do Reino da França. Era o filho mais novo de um total de cinco de Jean Henri Bernadotte e sua esposa Jeanne de St. Vincent. Ele nasceu prematuramente e foi levado logo no dia seguinte por seus pais para poder ser batizado. Originalmente foi chamado apenas de João Bernadotte, porém também recebeu o nome do meio Batista em homenagem ao santo São João Batista. Seu pai era um procurador de acusações em um dos pequenos tribunais da província de Bearne. Era tão mal pago que foi capaz de se casar apenas quando já tinha 43 anos de idade, morrendo pouco depois de seu último filho completar dezessete anos.
Bernadotte foi enviado para os cuidados de uma enfermeira a alguns quilômetros de distância de Pau pouco depois de seu nascimento, voltando para casa apenas um ano depois. Ele provavelmente não tinha uma boa relação com sua mãe, já que visitou sua casa durante apenas uma única ocasião depois de ter se juntado ao exército. Bernadotte possivelmente começou seus estudos em um mosteiro beneditino local, mas parte de sua educação pode também ter ocorrido particularmente em casa, o que não era tão incomum na época. Ele começou a trabalhar aos quinze anos de idade como um aprendiz de Jean Pierre de Batsalle, um respeitado advogado de Pau.

## Começo da carreira militar

### Soldado e sargento

Bernadotte por Louis Félix Amiel

Seu pai morreu em 31 de março de 1780, deixando a família em uma difícil situação financeira. Bernadotte se alistou em 3 de setembro como soldado raso no regimento Royal–La Marine do Exército Terrestre, força particularmente usada na defesa das colônias e portos. Ele estudou em Collioure e foi enviado para o serviço ativo aos dezoito anos na Córsega. Bernadotte voltou para casa no outono de 1782 e na primavera de 1784 por motivos de saúde, recuperando-se e acompanhando o regimento na guarnição de várias cidades, incluindo Besançon, Grenoble, Viena, Marselha e Carântono-Marítimo.
Bernadotte foi promovido em 16 de junho de 1785 de granadeiro para cabo, chegando no mesmo ano à patente de sargento. O regimento havia recebido no ano anterior um novo coronel e comandante, que observaram Bernadotte e passaram a lhe designar várias tarefas. Ele ficou responsável pela procura de novos recrutas, fornecimento de uniformes e aulas de esgrima.
Seu regimento foi designado para Grenoble em 1788. Bernadotte comandou em 7 de junho as forças usadas na repressão dos protestos da Jornada das Telhas, que foi mais tarde classificada como uma das "faíscas" que levariam à Revolução Francesa. Ele tinha sido promovido a sargento-major e foi a primeira vez que liderou as tropas. O regimento foi enviado na primavera de 1789 para Avinhão e no verão para Marselha, que na época já estava marcada por sentimentos revolucionários.
Bernadotte foi nomeado em 7 de fevereiro de 1790 como suboficial, então a mais alta patente de um oficial não comissionado. Pouco tempo depois ele foi comissionado. Seu avanço parou depois desse ponto, sendo capitão o mais alto posto que poderia chegar pertencendo ao Terceiro Estado; Bernadotte apenas voltaria a ser promovido com o avanço da Revolução Francesa.
Ele em diferentes casos demonstrou iniciativa durante seu tempo como oficial. Depois de ser designado para Marselha em 1790, Bernadotte apoiou seu coronel Louis de Merle, Marquês d'Ambert, em um conflito contra as autoridades locais e possivelmente salvou seu superior de uma multidão enraivecida. Em outro caso, enquanto estava na vila de Lambesc, perto de Marselha, Bernadotte conseguiu impedir um motim de seus colegas soldados através de sua eloquência. O incidente supostamente ocorreu dentro de uma igreja abandonada onde alguns homens estavam alojados; Bernadotte aparentemente subiu em um púlpito e deu um sermão que logo em seguida impediu a tentativa de motim. O episódio é até hoje obscuro e controverso, mas parece que durante esse período o regimento estava bem menos propenso à deserção do que outras unidades semelhantes.

### Revolução Francesa
"Eu gritei para eles, os amaldiçoei, implorei, ordenei ... Milhares de tiros foram ouvidos, dos quais uma parte eram meus porque me afastei e emiti um sinal sonoro com meu sabre. Meu cavalo tropeçou, mas manteve-se firme na sela ... 'Soldados, reúnam-se aqui. Puxem e não voltem mais ... As suas baionetas e sua coragem, o que mais vocês defendem. Se a morte vier para nós, vamos morrer com o grito de "Viva a República! Viva a Nação!" nos lábios. Se avançarmos juntos contra esses mercenários, não será fácil para eles nos derrotarem' ... Eu os coloquei na batalha. Parei o pânico que poderia ter se espalhado para seis batalhões ... Todos os oficiais elogiaram meu senso de dever e me parabenizaram pelo triunfo. Os soldados falam de mim com orgulho."

— Bernadotte em carta para seu irmão mais velho, 1793
A Revolução Francesa havia estourado em 1789. O regimento de Bernadotte foi transferido no outono de 1790 para a Ilha de Oléron. Suas tropas em seguida foram enviadas em abril de 1791 para a Ilha de Ré, pouco mais ao norte, onde atuaram durante um ano. Bernadotte foi nomeado tenente em março de 1792 e colocado no comando do 36º Regimento em Saint-Servan na Bretanha. Pouco depois seu regimento recebeu ordens para marchar rumo a leste. A revolução entrou em uma nova fase enquanto seguiam seu caminho e comissários políticos foram nomeados para controlar o exército. As tropas de Bernadotte foram enviadas para a cidade germânica de Bingen am Rhein depois da vitória francesa na Batalha de Valmy, permanecendo lá durante o inverno. As forças da Prússia cruzaram o Reno na primavera de 1793 e começaram a pressionar os franceses. Quando a Espanha também se aliou contra a França, Bernadotte tentou em vão ser transferido para os Pirenéus Atlânticos com a ajuda de seu irmão. Em uma carta ele descreve como impediu que o pânico tomasse conta de soldados voluntários durante um ataque do Sacro Império Romano-Germânico em maio de 1793 ao sul da cidade de Espira.
Essa foi a primeira situação de outras semelhantes em que Bernadotte conseguiu conter o pânico e incitar as tropas. Ele se destacou em sua posição e subiu rapidamente através das fileiras do exército. Ele foi nomeado capitão em julho de 1793 depois de confrontos em Espira e Mainz, sendo promovido novamente três semanas depois, já em agosto, para o posto de tenente-coronel. As promoções foram oficialmente confirmadas pelo Ministério da Guerra no ano seguinte e Bernadotte foi nomeado em 8 de fevereiro de 1794 para comandante de batalhão. A promoção ocorreu enquanto o seu 36º Regimento estava marchando do Reno para a costa dos Países Baixos do Sul, onde lutou contra forças britânicas em Wervik e Menen em uma tentativa de alcançar a cidade de Oostende.
Bernadotte foi promovido em 4 de abril de 1794 para coronel, sendo colocado no comando da 71ª Meia-Brigada (uma brigada composta por uma metade de soldados profissionais e outra metade de soldados voluntários), resultado das reformas realizadas pelo ministro Lazare Carnot. Sua força foi transferida para os rios Sambre e Mosa. Os primeiros ataques saíram mal e Bernadotte novamente teve que conter o pânico e a dispersão de suas tropas para que não fugissem diante do inimigo.

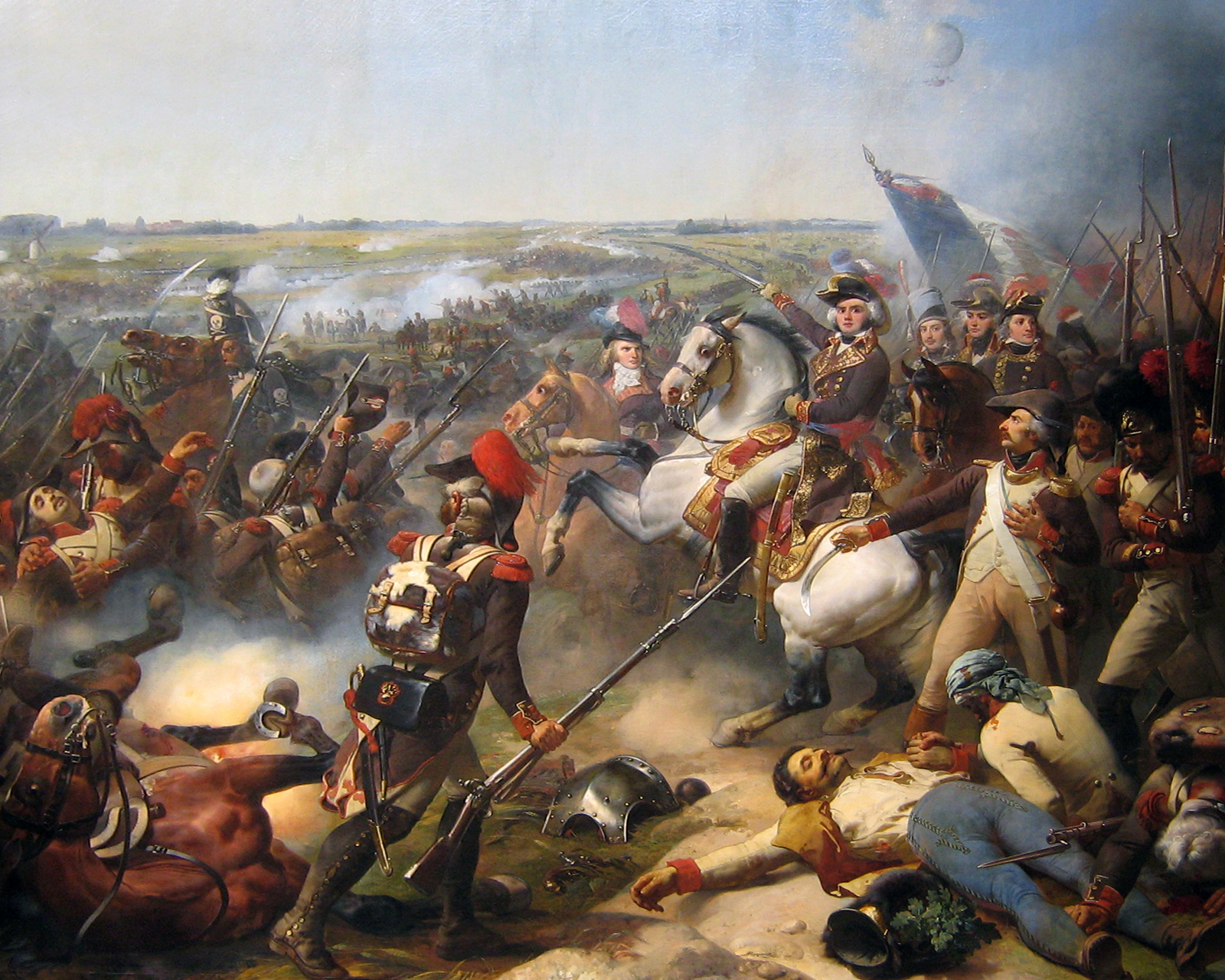
A Batalha de Fleurus por Jean Mauzaisse

Suas forças se destacaram na Batalha de Fleurus em 26 de junho de 1794, com o general Jean Baptiste Kléber iniciando uma petição para nomear Bernadotte como general de brigada "por bravura e realizações de destaque". Ele foi promovido em 22 de outubro de 1794 a major-general depois do cerco de Maastricht e a Batalha de Aldenhoven. Essa era a maior patente permanente no exército revolucionário francês. Ao contrário da maioria dos outros comandantes, Bernadotte demonstrava grande respeito e consideração pela população civil. Ele manteve uma rigorosa disciplina com suas tropas para evitar saques.
A correspondência de Bernadotte mostra que ele era muito dedicado e esforçado para garantir o fornecimento de suprimentos para seus subordinados, especialmente de alimentos, que ocasionalmente eram um grande problema, além também dos cuidados aos doentes e feridos. Ele costumava enviar instruções detalhadas para hospitais sobre como eles deveriam operar, o tipo de tratamento que os pacientes deveriam receber e assim por diante – algo extremamente incomum para generais da época.
Ele participou em 1795 de outras operações militares nos rios Sambre e Mosa. Em dezembro suas forças foram para Bad Kreuznach no Palatinado. Alguns de seus soldados tentaram roubar e saquear cidadãos locais, porém Bernadotte manteve um rígido senso de justiça, punindo os culpados e fazendo com que as famílias saqueadas fossem indenizadas.
Suas tropas passaram o inverno na cidade de Boppard, atravessando o Reno na cidade de Neuwied em 11 de junho de 1796. As forças francesas encontraram resistência austríaca que os forçou a recuar de Darmstadt e Nuremberg às ordens de Jean-Baptiste Jourdan em Ratisbona. As forças localizadas em Deining, Neumarkt e no Alto Palatinado foram atacadas em agosto por exércitos superiores e forçadas a recuar. A retirada contra as forças austríacas com números quatro vezes maiores foi um dos primeiros grandes desafios estratégicos que Bernadotte enfrentou, algo que ele resolveu com perdas insignificantes. As forças do general Jourdan tentaram de forma mal-sucedida pressionar as forças austríacas em Vurzburgo. Bernadotte acabou ficando doente em setembro.

### Península Itálica
A retirada da Baviera encerrou as operações francesas ao oeste do Reno. Bernadotte foi nomeado no outono de 1796 como governador de Coblença, sendo logo em seguida acusado por um jornal francês de ter permitido saques durante a campanha em Nuremberg. Ele ficou furioso, já que tinha orgulho de sua disciplina rígida, pedindo permissão para ser liberado e viajar até Paris para desmentir as acusações. Carnot não queria um general em Paris enquanto mais forças francesas eram necessárias nas campanhas da península Itálica. Assim, o ministro acabou enviando Bernadotte no início de 1797 para liderar um exército na Lombardia e apoiar Napoleão Bonaparte contra os austríacos.
Bernadotte marchou com duas divisões, totalizando vinte mil homens, para o Maciço do Monte Cenis, passando no caminho por Dijon, Lião e Chambéry; em seguida através de Susa e Piemonte até chegar em Turim, Sardenha. A grande marcha através dos Alpes foi concluída no inverno em meio a uma tempestade de neve, algo que foi considerado um feito notável. As divisões chegaram em Milão na então República Cisalpina no dia 22 de fevereiro de 1797, sendo recebidas com frieza. Bernadotte ficou tão indignado com o coronel Dominique Dupuy, o comandante militar da cidade, que o prendeu por insolência e insubordinação. Infelizmente para o general, Depuy era um amigo próximo de Louis-Alexandre Berthier, chefe de gabinete de Napoleão.

"Minha percepção não coincidia com a deles. Republicano em princípio e convicção, vou para a minha morte enquanto luto contra todos os monarquistas e inimigos do diretório"

— Bernadotte em carta para o jornal Le Grondeur, julho de 1797, também publicada no jornal inglês The Morning Chronicle
Napoleão decidiu ignorar as ações de Bernadotte por ter ficado impressionado com ele e suas tropas durante a longa marcha pelos Alpes. Ele deu a Bernadotte o comando da 4.ª Divisão do exército, ficando responsável por parar o avanço austríaco pelo flanco direito. Seu primeiro desafio era atravessar o rio Tagliamento, onde ele usou um estratagema que surpreendeu seus inimigos e o ajudante de Napoleão que os acompanhava. A vitória seguinte foi a conquista do Principado de Gorizia e Gradisca, porém ela custou caro para Bernadotte, que perdeu quinhentos homens em um ataque frontal contra Gradisca d'Isonzo. Foram perdas que Napoleão considerou desnecessárias, enquanto Bernadotte achou que as ordens não tinham sido muito claras.
Bernadotte prosseguiu e capturou a cidade austríaca de Postojna, onde suas forças novamente demonstraram bom comportamento e acabaram sendo bem recebidas pelos moradores. Em seguida ele tomou a cidade de Idrija para fortalecer a ocupação da região de Carníola, seguindo ordens de Napoleão. Bernadotte então foi para Leibach através de Klagenfurt com o objetivo de alcançar Napoleão em Estíria. Os dois se encontraram no Palácio de Eguemberga em Graz, onde ocorreram discussões de paz. Foi lá que Bernadotte teve sua primeira experiência com as políticas europeias. Um cessar-fogo foi assinado em 18 de abril de 1797 e as forças francesas começaram a se retirar, com Bernadotte sendo nomeado governador da província de Friul. Este cargo lhe deu uma grande responsabilidade administrativa sobre tanto militares quanto civis.

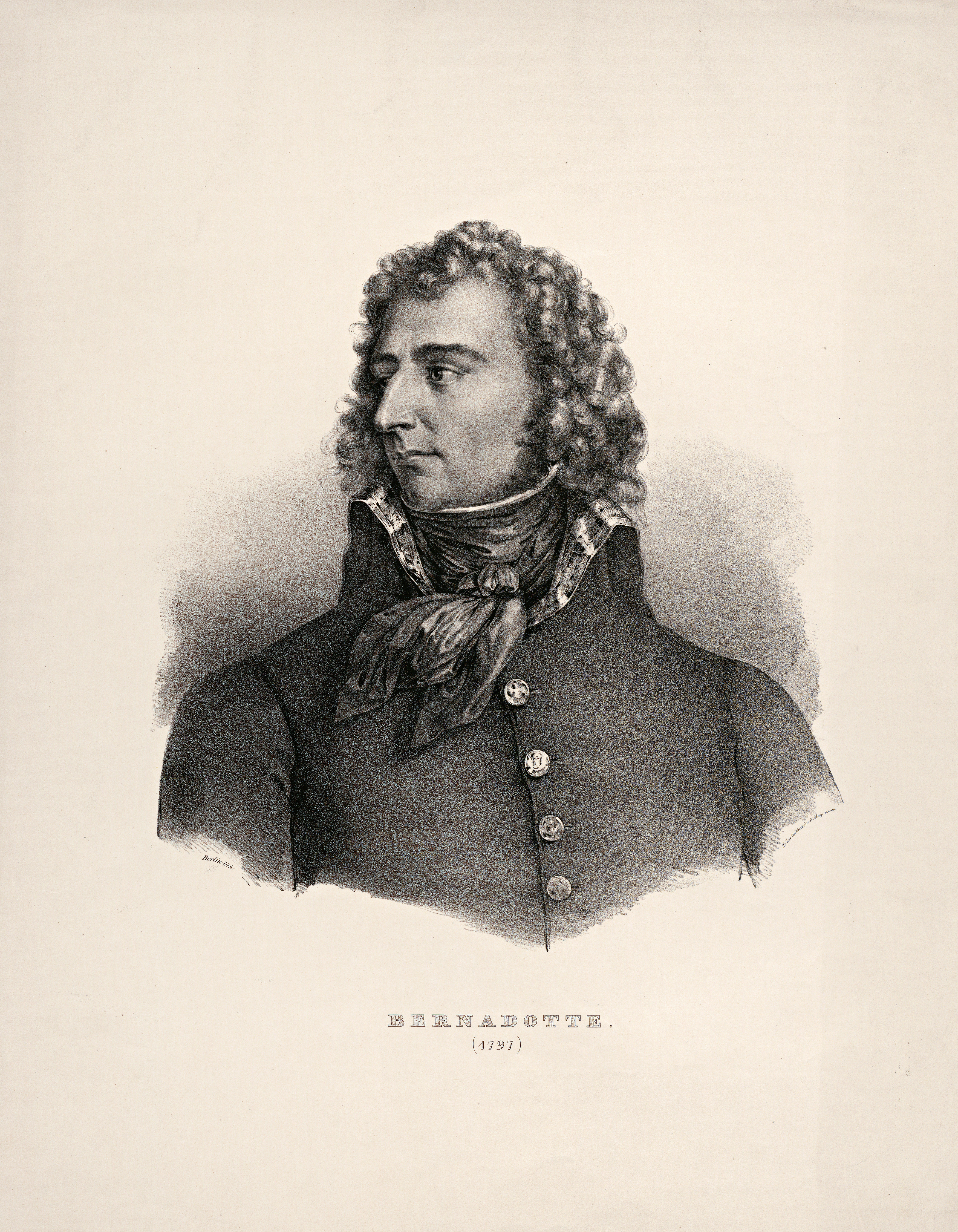
Bernadotte em 1797

Bernadotte recebeu ordens de Napoleão em agosto de 1797 para que voltasse a Paris. O motivo oficial era para que ele levasse prisioneiros até o Diretório, porém na realidade isso tinha a intenção de afastar Bernadotte, um comandante bastante independente, de suas fiéis tropas e transmitir relatórios sobre os desenvolvimentos políticos da campanha. Apoio para o golpe do 4 de setembro Frutidor também pode ter sido um fator, porém o general ficou hesitante e no final não apoiou os golpistas, que expurgaram os monarquistas do poder executivo. Bernadotte também conheceu durante sua estada em Paris vários membros da elite política e social francesa, dentre eles Germaine de Staël, com quem manteve contato próximo.
Napoleão queria evitar que Bernadotte voltasse para a Itália e o general acabou nomeado como comandante de tropas no sul da França, porém ele renunciou a essa posição e voltou para Údine, capital de Friul. Pouco depois os dois homens participaram de um jantar de gala na Villa Manin em 14 de outubro. Durante o evento Napoleão acabou insultando e humilhando Bernadotte na frente de todos os outros convidados, acusando-o de não ter o menor conhecimento militar clássico. Esse incidente teve um profundo impacto em Bernadotte, que passou todo o inverno seguinte lendo vários livros sobre história e teorias militares. Acredita-se também que essa briga tenha contribuído para as relações tensas que os dois manteriam pelo decorrer de vários anos.
O Tratado de Campoformio foi assinado em 18 de outubro de 1797, encerrando a Guerra da Primeira Coligação, com Napoleão deixando a Itália. A França planejava invadir a Grã-Bretanha e, para este fim, as forças na península Itálica foram reduzidas. Bernadotte acabou perdendo várias partes de suas divisões, protestando contra e depois pedindo transferência para uma das colônias. No final o Diretório o nomeou comandante de Corfu. Ele imediatamente começou a se preparar, porém a decisão acabou revertida devido às maquinações de Napoleão, com Bernadotte sendo feito comandante de todas as forças na Itália. O general ficou feliz, porém Napoleão não se deu por satisfeito e acabou aconselhando Charles-Maurice de Talleyrand-Périgord, o Ministro dos Negócios Estrangeiros, a nomear Bernadotte como embaixador francês em Viena.

### Embaixador

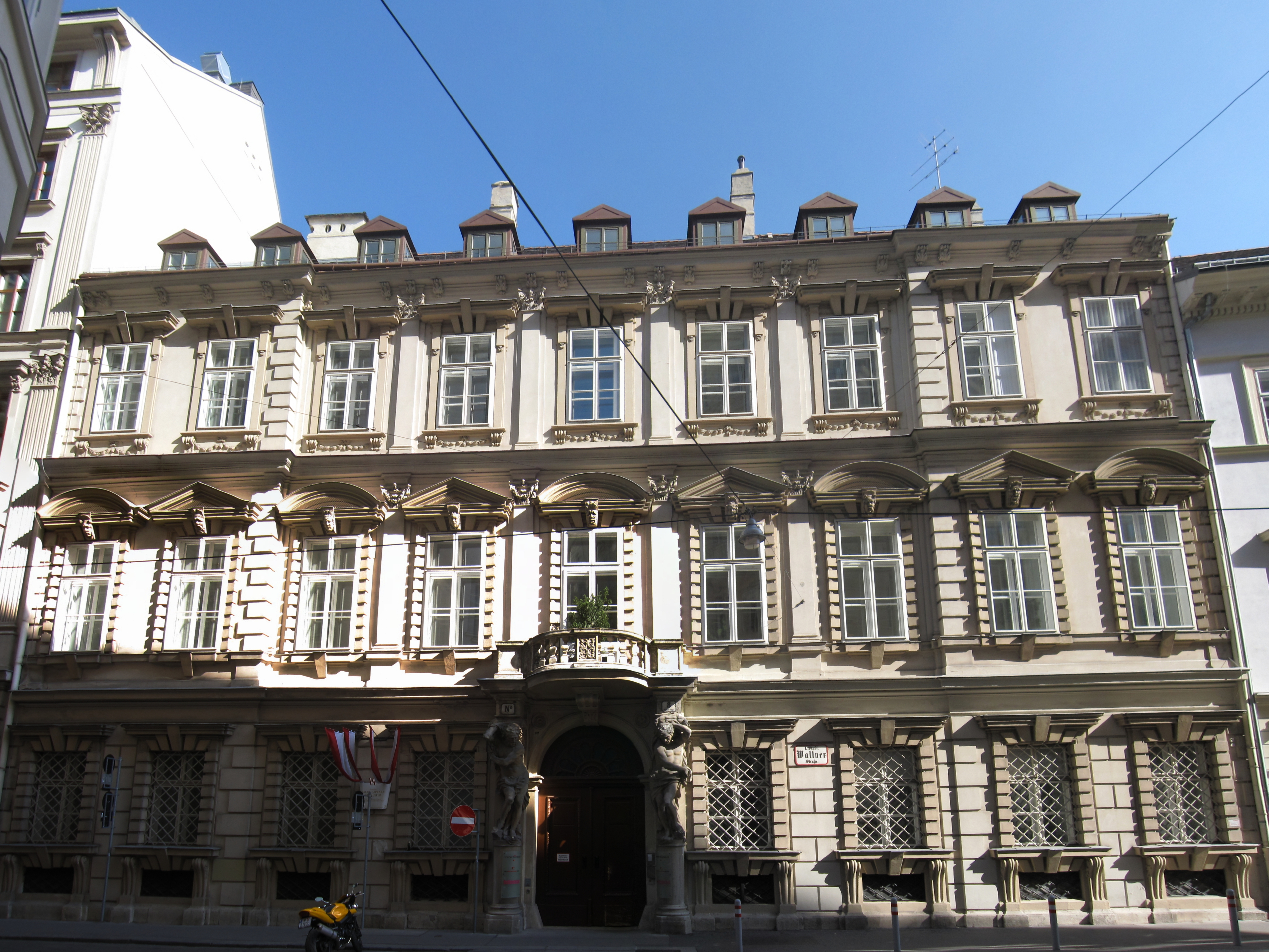
O Palácio Caprara-Geymueller, antiga sede da embaixada francesa em Viena e residência de Bernadotte em 1798

Bernadotte foi oficialmente nomeado embaixador na Áustria em 11 de janeiro de 1798, em um momento importantíssimo da diplomacia francesa. Ele considerou a nomeação peculiar, quase um insulto, porém aceitou o posto por causa do alto salário, que era de aproximadamente 144 mil francos. A consternação na Áustria sobre a nomeação de Bernadotte foi grande, com Talleyrand recebendo várias cartas de reclamação, porém inúteis, uma vez que o general já estava a caminho de Viena. A maior dificuldade foi encontrar uma casa adequada para servir de embaixada, com o Palácio Caprara-Geymueller finalmente sendo o local escolhido. Bernadotte chegou na cidade e em 2 de março teve uma audiência com o imperador Francisco II, causando boa impressão na corte austríaca.
A Áustria tinha sido a maior inimiga da França pós-revolução, com os austríacos considerando o estado de paz como algo no máximo temporário. Por essa razão, Bernadotte era sempre acompanhado pela polícia local onde quer que fosse em Viena. Sua liberdade era bem limitada, com ele encontrando alguns monarquistas franceses em exílio e certas vezes andando de cavalo pelo Parque Prater; sua residência era principalmente o próprio edifício da embaixada. Dentre os poucos visitantes austríacos que ele recebeu estavam os compositores Johann Nepomuk Hummel e Ludwig van Beethoven.
Além de um país de acolhimento hostil, a maioria dos funcionários da embaixada eram republicanos fanáticos, algo que limitou as manobras de Bernadotte. Um dos funcionários também era um polonês, que tinha certo ressentimento contra a Áustria por causa de seu papel nas Partilhas da Polônia. A imprensa local chegou a especular que o embaixador havia proibido o uso da roseta tricolor por parte de seus funcionários para evitar qualquer tipo de provocação, algo que acabou chegando ao conhecimento do Diretório em Paris. Talleyrand enviou uma carta a Bernadotte que provavelmente foi interpretada como uma repreensão; na época, com o crescente fanatismo republicano, era perigosa qualquer suspeita de falta de fervor revolucionário.
Bernadotte então hasteou a bandeira revolucionária francesa na frente da embaixada em 13 de abril de 1798. Os habitantes de Viena rapidamente reagiram, com uma multidão cercando o prédio e quebrando suas janelas. A situação piorou ainda mais quando o embaixador saiu e ameaçou as pessoas com um sabre. Carruagens foram destruídas, a bandeira foi queimada e a multidão tentou invadir a embaixada. Demorou mais de cinco horas para tropas austríacas chegarem e porém um fim ao tumulto.
Bernadotte lamentou a reação dos austríacos e deixou a cidade dois dias depois. Sua estadia em Viena foi muito comentada pelos austríacos e seus aliados, principalmente os britânicos. O diplomata Franz Maria von Thugut afirmou que as ações do embaixador tinham como objetivo a provocação de uma nova guerra. Entretanto, Bernadotte se considerava um exilado na Áustria e havia sido instruído a prestar as devidas observâncias e respeitos aos símbolos da república. O resultado indireto mais importante do incidente da bandeira foi que a frota naval britânica deixou seu bloqueio de Cádis, Espanha, e velejou para o mar Mediterrâneo, levando à Batalha do Nilo no início de agosto.

### Política
Ao voltar para a França ele recebeu uma nova oferta diplomática para ser embaixador na República Batava; era um posto importante, porém Bernadotte recusou por achar que já tinha tido o suficiente de diplomacia. Sem qualquer comando militar disponível, ele passou um tempo em repouso, alugando uma casa em Sceaux e dedicando-se diligentemente à leitura. Bernadotte às vezes realizava passeios a Paris e visitou José Bonaparte, irmão de Napoleão, a quem havia conhecido enquanto estava em campanha na Itália. Ele também manteve contato com o Diretório no Palácio do Luxemburgo.

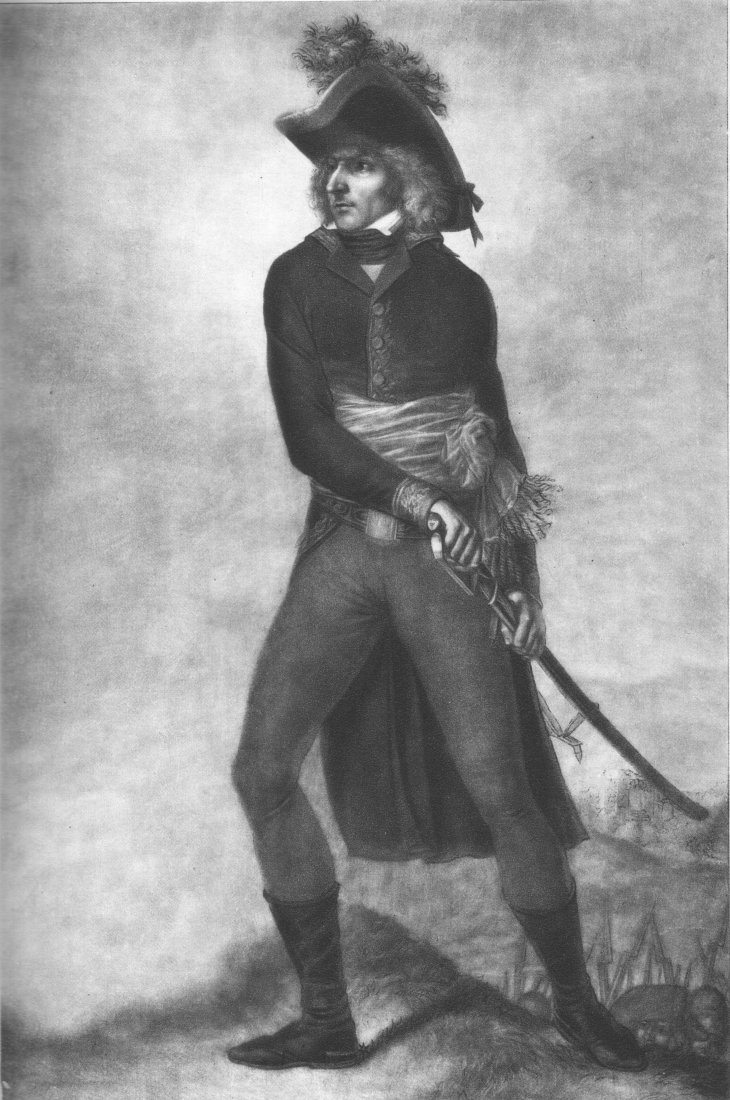
Bernadotte por Pierre Michel Alix e Hilaire le Dru

Através de José e sua esposa Júlia Clary ele conheceu a irmã desta, Desidéria Clary, filha de um comerciante de Marselha e que durante dois anos também havia sido noiva de Napoleão. Os dois se apaixonaram e acabaram se casando em 17 de agosto de 1798. Além de ser uma união politicamente benéfica para Bernadotte, Desidéria também trazia consigo um dote substancial. Ela inicialmente se mudou para a casa do marido em Sceaux, porém rapidamente ficou insatisfeita por estar muito longe da alta sociedade de Paris. Poucos meses depois o casal acabou se mudando para uma casa perto de José e Júlia na capital.
Em outubro Bernadotte foi designado para assumir o comando de uma divisão em Gießen, ao leste do Reno, tendo novamente o cuidado de não maltratar a população civil. Ele também mostrou grande interesse na universidade local, a Universidade Justus-Liebig, e foi com grande gratidão que posteriormente recebeu um doutorado honorário da instituição. Bernadotte acabou sendo admirado por sua distinção incomum, tendo durante toda a sua vida muito se interessado em instituições científicas e artísticas.
Ele foi convocado de volta para a capital em novembro de 1798 e recebeu a oferta de comando das forças na Itália. Um ano antes Bernadotte teria aceitado o posto imediatamente, porém desta vez estava mais cauteloso e fez uma lista de tropas adicionais e quadro administrativo que pensava serem necessários. Isso fez com que entrasse em confronto com Barthélemy Louis Joseph Schérer, o Ministro da Guerra, que resolveu ele mesmo assumir o comando das tropas, enquanto Bernadotte foi enviado de volta para Gießen.
A guerra eclodiu novamente em março de 1799 entre a França e a Segunda Coligação. Com a má organização do Diretório e a falta de tropas, o confronto foi ruim para Bernadotte e ele adoeceu no início de abril. Ele passou algumas semanas se recuperando na Germânia e voltou para Paris em junho em meio a tensões políticas ao redor do Diretório. Paul Barras, um dos líderes políticos da época, lhe deu o comando das forças armadas da capital. Pouco depois Bernadotte foi aconselhado por ajudantes e José Bonaparte a apoiar o golpe de estado de 18 prairial (18 de junho de 1799) contra Barras e o Diretório, porém ele novamente não tomou parte nas ações. Algumas semanas depois, em 4 de julho, Desidéria, que estava grávida desde o final do ano anterior, deu à luz o único filho do casal: José Francisco Óscar Bernadotte.
Após o golpe, Bernadotte voltou para a Itália. A campanha militar de Schérer tinha sido miserável e os irmãos Bonaparte persuadiram Emmanuel Joseph Sieyès a nomear o general como Ministro da Guerra. Depois de fortes protestos ele aceitou e assumiu o cargo em 2 de julho de 1799. Na prática, Bernadotte virou o comandante de todas as forças terrestres francesas. Ele trabalhou para reorganizar o exército, que até aquele momento havia sofrido várias derrotas. As medidas incluíam a nomeação de novos generais, envio de alimentos e fardas a fim de aumentar a moral dos homens e o pagamento regular de salários, medidas com as quais o general estava bem familiarizado de sua época de soldado. Bernadotte também escreveu mensagens entusiasmadas para os jornais, o que incentivou vários veteranos a voltarem para o serviço. Ele também demonstrou grande interesse no serviço médico e introduziu diversas medidas para melhorar o atendimento, com inspeções passando a acontecer regularmente em hospitais militares.
Bernadotte muitas vezes teve relações tensas com os outros ministros. Certa vez ele ameaçou o Ministro das Finanças com um sabre ao saber que não havia dinheiro suficiente para pagar os fornecedores militares. Ao mesmo tempo, vários de seus colegas ficaram impressionados com sua habilidade de memorizar detalhes e como ele conseguiu mover reforços para repelir o desembarque britânico e russo na República Batava. Nessa época a insatisfação com a diretoria do Diretório era grande, com Bernadotte estando entre seus maiores críticos e mostrando certa simpatia com os jacobinos. Sob o jogo de intrigas políticas ele acabou sendo removido de seu cargo de ministro em 14 de setembro por Sieyès, que temia que Bernadotte pudesse estar planejando alguma espécie de golpe.

## Consulado e império francês

### 18 de brumário
Napoleão voltou da campanha no Egito em outubro de 1799 e foi entusiasticamente recebido pela maior parte da França. Bernadotte por sua vez estava furioso por ter deixado suas forças em uma transferência de comando desordenada ao general Jean Baptiste Kléber. Bonaparte considerou as ações repreensíveis e pressionou Barras para uma corte marcial, porém foi rejeitado. Dez dias depois da chegada, cedendo a pressões de José e Desidéria, Bernadotte foi ao acampamento de Napoleão para a primeira reunião dos dois desde a assinatura do Tratado de Campoformio. O encontro correu mal e nos dias seguintes ele negou apoio a Napoleão em seu planejado golpe de estado.
Bernadotte recebeu pedidos de apoio tanto do lado do Diretório quanto dos golpistas, porém permaneceu passivo. Napoleão finalmente iniciou seu golpe do 18 de brumário (9 de novembro de 1799) e estabeleceu o Consulado, na prática assumindo a posição de ditador da França. Bernadotte temia represálias depois da tomada de poder e, juntamente com a esposa e o filho, procurou refúgio com o general Jean Sarrazin. O 18 de brumário marcou seu fim como um fator ativo na política francesa, que a partir de então e até 1814 seria controlada unicamente por Napoleão.

"Parece que Bernadotte nunca perdoou Napoleão em seu coração pelo sucesso. E sob o consulado foi um dos descontentes que reclamou sobre o que foi feito, já que nunca se atreveria a fazê-lo em particular"

— Sverre Steen, historiador norueguês
Apesar da falta de apoio leigo para o golpe, Napoleão estava disposto a ficar em bons termos com os principais homens do país, e dessa forma as habilidades militares e administrativas de Bernadotte poderiam ser utilizadas. Ele foi feito em janeiro de 1800 um membro do recém-criado Conselho de Estado e nomeado em 18 de abril de 1800 chefe das forças armadas do Exército do Oeste na província de Vendeia. Napoleão partiu em maio para outra campanha na Itália e Bernadotte foi para Rennes defender a região dos britânicos. O general achava que o compromisso era uma missão importante, porém os britânicos foram facilmente repelidos e suas tarefas diárias passaram a ser perseguir rebeldes monarquistas locais.

### Exército do Oeste
Bernadotte foi comandante do Exército do Oeste até 1802, porém passava grandes períodos de tempo em Paris, onde ainda fazia parte do Conselho de Estado. Neste tempo descobriram-se várias conspirações contra Napoleão, porém nenhuma parecia envolver Bernadotte direta ou indiretamente. Ele foi absolvido de todas as suspeitas, porém as desconfianças entre os dois contribuíram para manter a relação tensa. Bernadotte vendeu sua casa em Paris em 30 de outubro de 1800 e comprou outra em Savigny-le-Temple, ao sudoeste da capital. Desidéria preferia muitas vezes ficar com sua mãe ou irmã em Paris, enquanto o marido dava preferência à casa de campo quando estava na França.

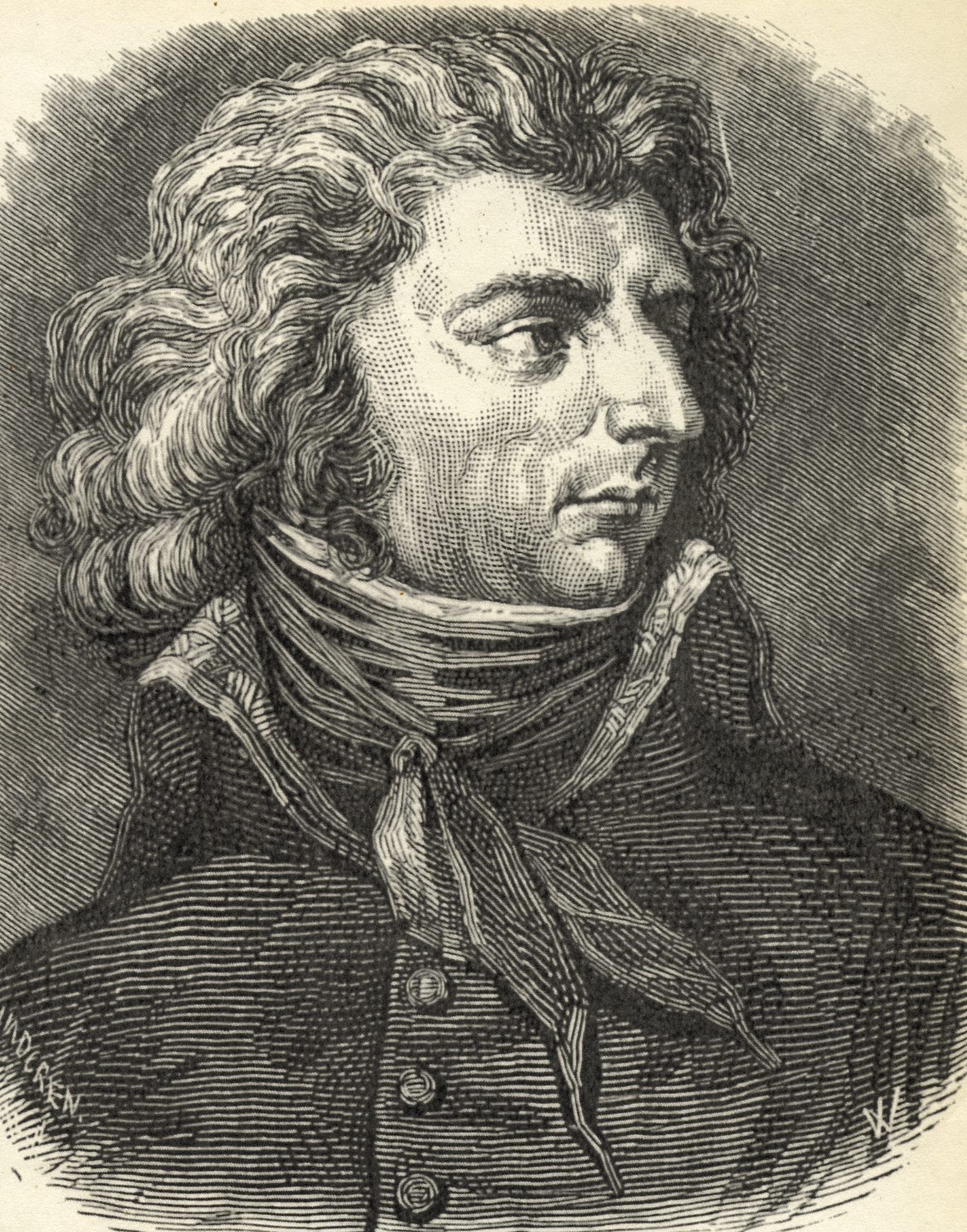
Bernadotte como general francês

A Segunda Coligação reascendeu em novembro de 1800 e Bernadotte esperava conseguir algum comando no exterior. Entretanto, o general Jean Victor Marie Moreau venceu a Batalha de Hohenlinden em 3 de dezembro e o conflito foi encerrado com o Tratado de Lunéville. Bernadotte voltou para o Exército do Oeste em abril de 1801 na expectativa de liderar alguma divisão na planejada invasão ao Reino Unido. Em vez disso ele recebeu a oferta para se tornar embaixador em Constantinopla no Império Otomano ou governador-geral de Guadalupe, no Caribe, recusando ambas. A crescente insatisfação de muitos oficiais militares e políticos com a posição cada vez mais dominante de Napoleão ficou maior quando ele reconciliou a França com a Igreja Católica através da Concordata de 1801.
Bernadotte viveu na Mansão La Grange durante a primavera de 1802 e muitas vezes visitou Paris. Era um momento de grande agitação política e Napoleão com seus apoiadores estavam incertos sobre a lealdade de Bernadotte. Assim como outros oficiais, seus movimentos eram acompanhados de perto pela polícia secreta francesa. Vários altos oficiais militares e políticos achavam que o general poderia estar tramando procedimentos legais para depor Napoleão; todavia, acredita-se que ele realmente estava ligado a uma conspiração em Rennes para a distribuição de panfletos contra o ditador. Napoleão achava que era melhor manter Bernadotte à distância e lhe ofereceu o cargo de governador-geral da Luisiana na Nova França. Bernadotte se consultou com Gilbert du Motier, Marquês de La Fayette, e pediu como condição receber três mil bons colonos e soldados, algo que Napoleão rejeitou.
A irritação entre os dois chegou a um ponto alto em dezembro, quando Talleyrand ofereceu a Bernadotte o cargo de embaixador nos Estados Unidos. A nomeação oficial ocorreu em 21 de janeiro de 1803, com ordens para que ele deixasse o país com urgência, porém Bernadotte se recusou e Napoleão ficou furioso. Em 1º de abril ele emitiu uma nova ordem para que o general partisse no dia seguinte, algo que entretanto não aconteceu até maio, quando Bernadotte e Desidéria foram para o porto de La Rochelle esperar por seu navio. Enquanto isso, o Tratado de Amiens foi quebrado e a França novamente entrou em guerra contra o Reino Unido. Ao saber das notícias, Bernadotte escreveu a Napoleão que dadas as circunstâncias ele não poderia viajar e iria voltar ao serviço.
Entretanto, Bernadotte não foi enviado em nenhuma missão e ficou quase um ano em La Grange. Napoleão tinha ficado ressentido pelo que havia visto como indiferença ao posto de embaixador em Washington, D.C. Bernadotte acabou se aproximando em abril de 1804 dos generais mais críticos do ditador. Porém, para sua surpresa, ele foi convocado para um encontro com Napoleão no início do mês seguinte; apesar dos ressentimentos passados e as dúvidas, os dois concordaram em ficar do mesmo lado. Bernadotte acabou nomeado governador de Hanôver em 14 de maio. Quatro dias depois Napoleão fundou o Primeiro Império Francês, se autoproclamou Imperador dos Franceses e fez de Bernadotte um dos dezoito Marechais da França, a mais alta patente militar do país.

### Governador de Hanôver
Bernadotte chegou em Hanôver no dia 17 de junho, sendo bem recebido; as histórias do bom comportamento seu e de suas tropas no Reno lhe haviam precedido. Em apenas algumas semanas ele deu ao governo local e à Universidade de Gotinga sinais claros de que sua gestão seria mais justa que a de seus antecessores. A boa reputação de Bernadotte se dava também quando comparada à conduta de seus colegas oficiais, que costumavam se enriquecer de diversas maneiras nos territórios ocupados.
O rei Jorge III do Reino Unido era também o Eleitor de Hanôver. Os britânicos enviaram da neutra Hamburgo o diplomata sir George Rumbold. Bernadotte recebeu ordens de Joseph Fouché, ministro da polícia, para prender Rumbold sob suspeitas de ser um espião a serviço do inimigo. Houve uma operação simples das tropas francesas, porém isso causou grande comoção popular e o diplomata foi mais tarde libertado depois de influências prussianas. A propaganda britânica ficou contra Bernadotte, porém também reconheceu que Rumbold havia sido bem tratado em seu período no cativeiro.
O marechal voltou para Paris em dezembro para assistir à coroação de Napoleão. A reconciliação entre os dois produziu grandes dividendos: além de salários mais altos, o casal Bernadotte recebeu uma nova casa na capital. Ele voltou para Hanôver em meados de fevereiro de 1805 e durante a primavera aliviou a fome local ao organizar a importação de grãos. Desidéria foi visitar seu marido em Hanôver no início de verão, gostando muito do local, porém sua estadia foi curta. Foi também em 1805 que seu amigo de infância Louis Marie De Camps entrou para seu serviço como secretário pessoal, transformando-se em seu confidente pelo resto da vida. Seu tempo em Hanôver foi importantíssimo para Bernadotte, já que foi a primeira vez em que ele atuou de forma relativamente independente em uma unidade administrativa maior.

### Novas batalhas

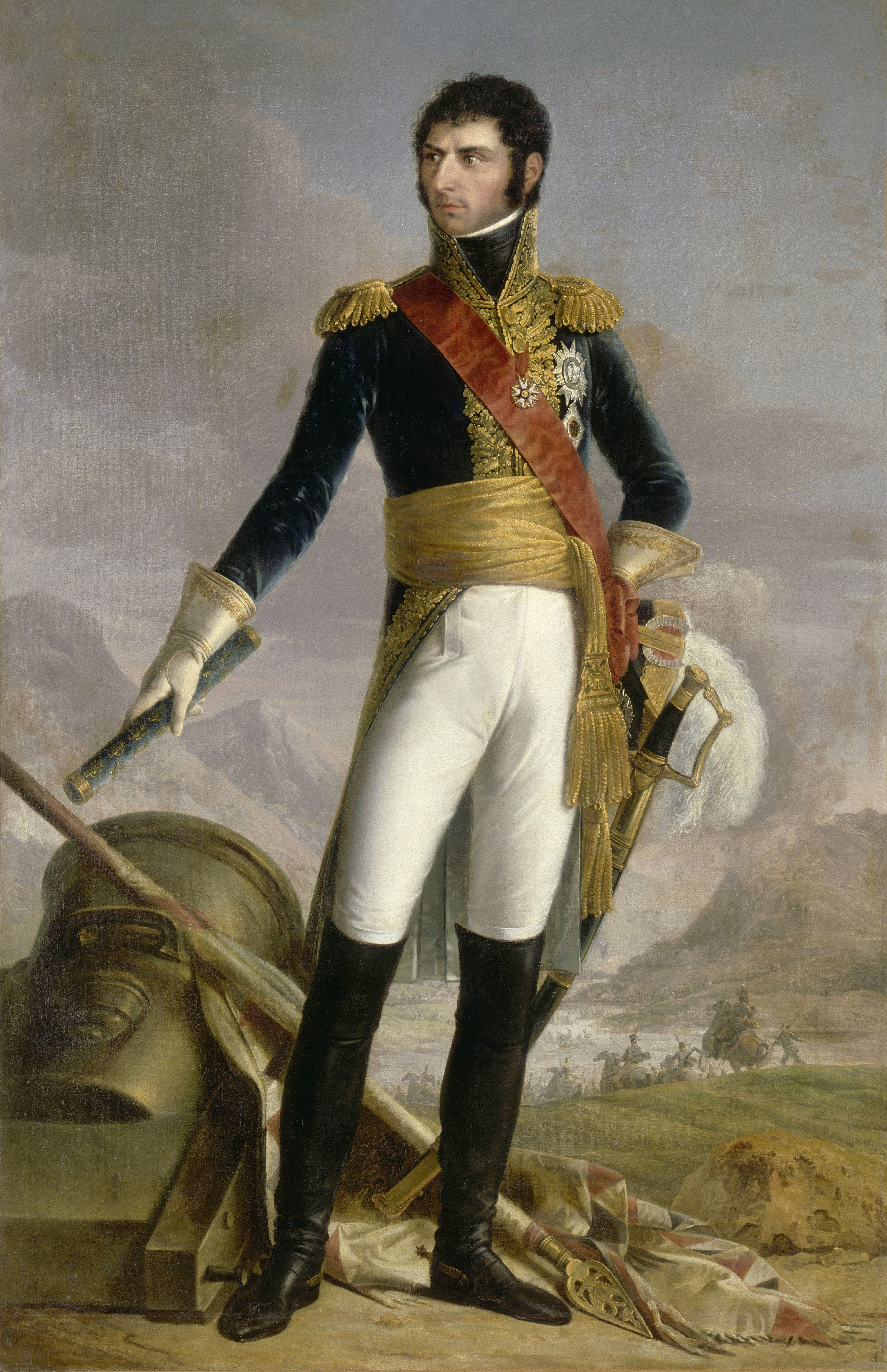
Bernadotte por Joseph Nicolas Jouy, após François Joseph Kinson

Napoleão renovou seus planos de invasão ao Reino Unido em agosto de 1805 e enviou seu Grande Exército para o leste em direção da Terceira Coligação. Bernadotte recebeu ordens em 29 de agosto para levar quinze mil de seus soldados de Hanôver para Wurtzburgo. Seu objetivo era apoiar a principal força bávara aliada da França, que tinha por volta de vinte mil homens, com suas forças formando o I Corpo. Na chamada Campanha de Ulm, os soldados de Bernadotte formaram o flanco esquerdo, com a finalidade de impedir qualquer possível retirada das forças austríacas sob o comando do general Karl Mack von Leiberich.
As forças de Bernadotte mantiveram a boa disciplina apesar da marcha de 350 km por dez dias. Depois de chegarem a Wurtzburgo eles seguiram através de Ansbach, Eichstätt e Ingolstádio. Ansbach fazia parte da Prússia, que na época estava neutra; Bernadotte se esforçou ao máximo para não sobrecarregar os moradores locais com a quebra dessa neutralidade. O marechal chegou em Munique na Baviera no dia 12 de outubro, fazendo 1 500 prisioneiros e aguardando um possível ataque do general russo Mikhail Kutuzov.
Após a vitória francesa as tropas de Bernadotte receberam ordens em 26 de outubro para irem ao encontro de Kutuzov. Eles tomaram Salzburgo na Áustria no dia 30, seguindo para Melk e de lá atravessando o Danúbio a fim de enfrentarem os russos. Foi impossível para Bernadotte atravessar o rio tão rápido quanto Napoleão queria e o exército de Kutuzov escapou. O imperador ficou furioso e escreveu ao seu irmão José: "Bernadotte conseguiu perder um dia para mim, e um dia que irá perdurar no destino do mundo".
Depois de finalmente atravessar o Danúbio, o corpo de Bernadotte foi para o norte até se estabelecer em Jihlava, quando ficou claro que a batalha decisiva seria travada na região da Morávia. A porção francesa de suas tropas atacou Austerlitz em 29 de novembro. A ideia de Napoleão era atrair o inimigo para atacar qualquer coisa que pensasse ser uma força menor do exército francês; o plano funcionou e as forças austríacas e russas se dirigiram para a cidade, onde o Grande Exército estava esperando. O I Corpo de Bernadotte foi inicialmente mantido na reserva em 2 de dezembro para a Batalha de Austerlitz, porém durante o confronto recebeu ordens para apoiar o flanco esquerdo do general Dominique-Joseph René Vandamme. Napoleão ficou muito satisfeito com a contribuição de Bernadotte e suas tropas na batalha, nomeando-o governador de Ansbach após a assinatura da Paz de Pressburg como recompensa pelo bom desempenho.
Em Ansbach, Bernadotte novamente deixou uma boa impressão como administrador justo e honrado. Na época, Napoleão estava distribuindo terras e títulos para seus colaboradores mais próximos como recompensa por sua lealdade e ações, com muitos esperando que Bernadotte fosse feito Duque de Ansbach. Em vez disso, recebeu o título de Príncipe de Pontecorvo na Itália, uma nomeação que chegou a provocar inveja entre muitos marechais e generais do exército francês.

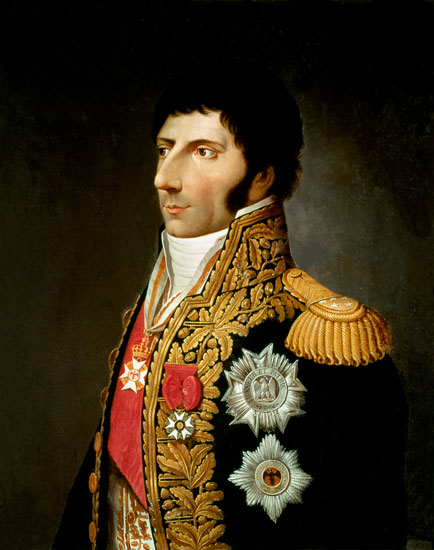
Bernadotte c. 1805–06

A guerra estourou novamente no outono de 1806 e Bernadotte recebeu outra vez o comando do I Corpo na campanha contra a Prússia. Seu objetivo era levar 21 mil homens para Nuremberg e, de lá, ser a vanguarda do avanço em direção a Leipzig no Eleitorado da Saxônia (aliada prussiana) e depois Berlim. O I Corpo já havia marchado mais de 120 km através de terreno difícil e florestas em meados de outubro, estando bem à frente das outras forças francesas, o que o deixou em uma posição ruim quando Napoleão mudou seu plano de luta. Também não ajudou o fato de Berthier, o chefe de gabinete do imperador, ter dado ordens pouco claras e de a relação entre Bernadotte e o marechal Louis Nicolas Davout, que estava operando por perto, não ser boa.
Quando os embates começaram em 14 de outubro, Bernadotte e Davout receberam ordens de apoiar as forças de Napoleão em Jena. Na Batalha de Jena–Auerstedt, o III Corpo de Davout acabou bloqueado pela principal força prussiana; apesar de poder ver o exército do outro marechal enfrentando forças muito superiores, Bernadotte não foi ao seu auxílio e também não marchou em direção a Napoleão. No final os franceses surpreendentemente conseguiram sair vitoriosos e o imperador ficou furioso pelas ações de Bernadotte, preparando-se para levá-lo a uma corte marcial, porém deixou o pensamento de lado ao pensar nas reações de José, Júlia e Desidéria. Os esforços do marechal nos dias seguintes atenuaram sua posição, também havendo certos indícios de que a culpa era do próprio Napoleão, cujo planejamento era altamente centralizado e seus marechais jamais tinham uma visão geral de sua estratégia.
Bernadotte retomou a perseguição ao inimigo e três dias depois conseguiu subjugar as forças prussianas em Halle. Suas forças marcharam 150 km através das planícies do norte germânico durante a primeira semana após Jena–Auerstedt. O I Corpo cruzou o rio Elba em 22 de outubro, tomou Brandemburgo três dias depois e triunfou na Batalha de Lubeque em 6 de novembro, forçando a rendição do general Gebhard Leberecht von Blücher. Os soldados franceses entraram em fúria ao capturarem a cidade, porém Bernadotte controlou seus homens ao ordenar pena de morte para qualquer um que realizasse saques. Posteriormente, o senado de Lubeque lhe agradeceu oficialmente e o recompensou por suas atitudes justas durante a ocupação.

"Não teria sido mais natural para a Noruega se unir com a Suécia do que com a Dinamarca?"

— Bernadotte para Gustaf Fredrik Mörner em novembro de 1806
Bernadotte teve seu primeiro contato com tropas suecas em 6 de novembro de 1806; enquanto passava pelo rio Trave, ele surpreendeu uma pequena força sueca de mil homens que haviam deixado Lauenburgo e tentavam voltar para casa. Os prisioneiros foram bem tratados e mais tarde enviados de volta para a Suécia sob as ordens do marechal. O tenente Gustaf Fredrik Mörner, comandante dos suecos, foi acomodado pessoalmente por Bernadotte, que estava bem curioso para saber mais sobre o país escandinavo. Os suecos ficaram muito impressionados com o francês, afirmando ao retornarem o quanto eles e o povo de Lubeque estavam satisfeitos com o tratamento dado por Bernadotte.
Embora a Prússia tivesse sido derrotada, a Rússia continuava na guerra e Bernadotte deixou Lubeque com seu I Corpo a fim de chegar em Toruń o mais rápido possível. Apesar da grande quantidade de neve, eles marcharam 200 km em apenas 35 horas. Napoleão havia sido bem recebido na cidade e tinha dado o comando do flanco esquerdo de seu Grande Exército aos marechais Michel Ney e Jean-Baptiste Bessières. Pelos dois meses seguintes as forças de Bernadotte lutaram contra o general germânico Levin August von Bennigsen, que liderava as tropas russas, em uma área que o marechal descreveu a José Bonaparte como "a pior do mundo".
As tropas de Bernadotte se distinguiram em dezembro de 1806 na disputa pela estrada entre Toruń e Grodno, porém estavam com poucos recursos e Bernadotte conseguiu permissão de Napoleão para acampar pelo restante do inverno. As forças de von Bennigsen continuaram a lutar e realizaram um ataque surpresa contra Ostróda. Bernadotte agiu rápido e conseguiu enfrentar e vencer von Bennigsen e o general Yevgeni Ivanovich Markov em 25 de janeiro de 1807 na Batalha de Mohrungen.
Napoleão tentou no final de janeiro atrair von Bennigsen para uma armadilha, porém as forças russas capturaram um grande número de contínuos franceses e o imperador decidiu ir para Königsberg ao nordeste. Isso fez com que o I Corpo recebesse suas ordens com uma semana de atraso, impedindo que participasse da Batalha de Eylau. Em retrospecto, o marechal culpou Napoleão por suas tropas não terem participado do confronto. Por certos descuidos por parte de Berthier no envio das ordens, Napoleão acabou escrevendo para Bernadotte sobre a dedicação do I Corpo, e os dois homens discutiram respeitosamente a situação.

### Governador de Hamburgo
Bernadotte se estabeleceu no Castelo de Schlobitten em março de 1807, recebendo uma visita inesperada de Desidéria, que havia viajado mais de 1 300 km durante o inverno em estradas ruins. Von Bennigsen atacou o I Corpo novamente em Elbląg no início de junho, com o marechal francês correndo para Spanden, onde em 4 de junho ele repeliu uma série de ataques por parte das tropas russas. No dia seguinte Bernadotte foi para a dianteira motivar seus homens enquanto defendiam uma ponte, sendo baleado de raspão no pescoço e ficando gravemente ferido. Ele foi levado para o Castelo de Malbork, onde se recuperou aos cuidados de Desidéria. Por causa do ferimento ele não pôde participar da decisiva Batalha de Friedland, porém já estava suficientemente bem para participar das cerimônias envolvendo a assinatura dos Tratados de Tilsit.

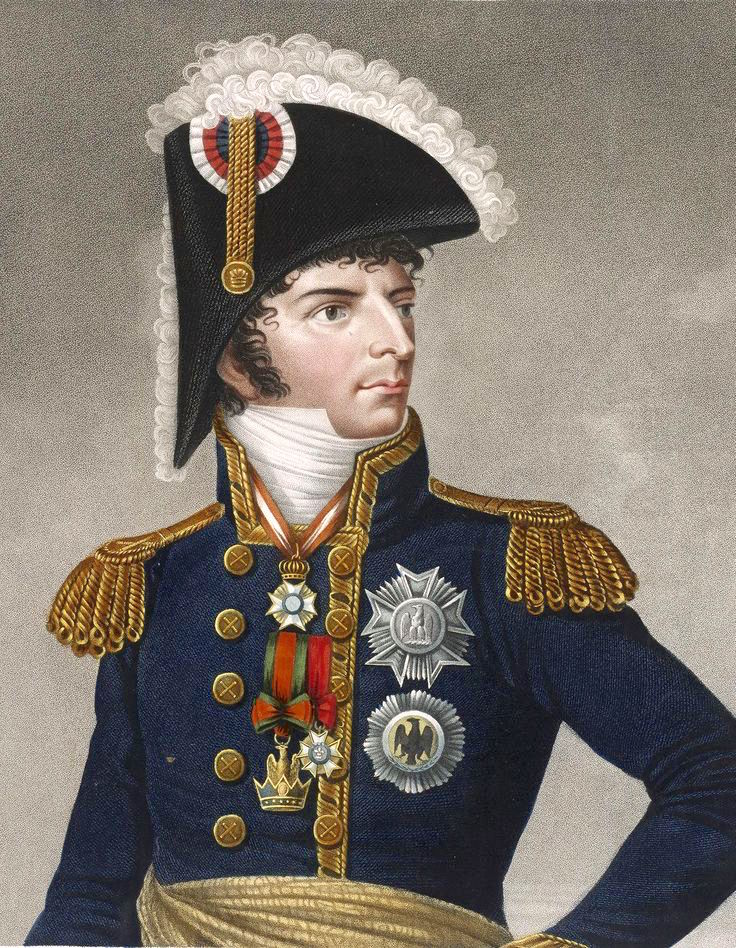
Bernadotte por Gregorius & Ruotte

Logo em seguida ele foi nomeado governador das cidades germânicas de Hamburgo, Brema e Lubeque, com sede na primeira. Napoleão tinha o objetivo de adaptar o norte germânico para o Bloqueio Continental, uma tentativa de bloquear qualquer comércio com o Reino Unido e encorajar o comércio com a França. Bernadotte tinha ordens de impedir que os britânicos ganhassem posições na Dinamarca e se preparar para uma invasão da Suécia, já que o país tinha recebido subsídios adicionais do Reino Unido. O marechal logo percebeu que uma aplicação rigorosa do bloqueio significaria a ruína financeira para as cidades em que era governador, com os moradores locais ficando extremamente gratos por sua prática flexível nas negociações comerciais. A Dinamarca era uma questão igualmente sensível, com o ataque britânico na Segunda Batalha de Copenhague ocorrendo apenas um mês depois da chegada de Bernadotte em Hamburgo. Ele não tinha tropas nem planos para poder prestar auxílio aos dinamarqueses. Em outubro o marechal recebeu o reforço de forças holandesas que estavam na Jutlândia e espanholas que vinham da ilha de Fiónia.
No início de fevereiro de 1808, Bernadotte entrou na Dinamarca para invadir a província sueca da Escânia com um contingente combinado de franceses, holandeses, dinamarqueses e espanhóis. Apesar de Napoleão ter prometido ao imperador Alexandre I da Rússia apoio na Guerra Finlandesa, o imperador francês não tinha interesse em uma rápida vitória russa. Bernadotte escreveu a Berthier que tinha confiança em que poderia atravessar o Öresund, tomar o sul da Suécia e "talvez até mesmo chegar a Estocolmo". Ele também escreveu que não tinha tanta certeza sobre a lealdade espanhola e que seria difícil ocupar todo o país.
Bernadotte manteve-se informado sobre a situação da Suécia durante seu tempo em Hamburgo, relatando a Napoleão que existia um grupo influente dentro da nobreza sueca que era favorável à França, mas detestava a Dinamarca. Ele concluiu que talvez tivesse sido um equívoco grave ter interferido na política escandinava pelo lado dinamarquês. O marechal viveu um período em Odense enquanto estava na Dinamarca, recebendo uma visita de Desidéria e seu filho Óscar em março. Ela não permaneceu muito por achar a cidade entediante, porém visitou o marido novamente no outono em Hamburgo, permanecendo durante todo o inverno.
Napoleão tinha conseguido sucessos e espólios na sua campanha na Polônia e Bernadotte começou a se sentir um pouco menosprezado. Em agosto de 1808, as mais de nove mil tropas espanholas embarcaram em navios britânicos, trocaram de lado e foram lutar na Guerra Peninsular contra os franceses, com o marechal se sentindo usado por seu inimigo. Bernadotte adoeceu em fevereiro de 1809, sendo convencido por Desidéria a ficar de cama. Ao mesmo tempo, surgiram ameaças de uma nova guerra contra a Áustria. Ele recebeu ordens para marchar até Hanôver junto com a divisão do general Pierre-Louis Dupas. Em seguida eles iriam fazer um avanço rápido para Dresden, onde Bernadotte assumiria o comando do exército saxônico. Ele era avesso a ter qualquer germânico do seu lado após os mal-entendidos do passado.

### Wagram e Antuérpia
As objeções de Bernadotte não surtiram efeito, com ele iniciando sua viagem para Hanôver e Saxônia em meados de março de 1809 depois de já ter se recuperado o suficiente. Ele chegou em Dresden no final do mês, ficando furioso ao descobrir que não era esperado e que nenhuma ordem havia sido enviada da capital. O marechal ameaçou deixar a cidade imediatamente, porém foi convencido a ficar. Para piorar, ele era suspeito de fazer parte da incompetência da administração militar francesa. Um dos muitos exemplos da situação foi como Dresden ficou indefesa depois de Bernadotte partir com as forças saxônicas, já que um exército austríaco invadiu a cidade apenas duas semanas depois. A moral caiu muito quando os saxões sob seu comando descobriram que sua cidade natal havia sido saqueada enquanto marchavam para a França.
Bernadotte e suas divisões saxônicas deixaram Dresden em 16 de abril. Seguindo as ordens sempre em alteração de Berthier eles foram para Linz, onde em 17 de maio lutaram contra tropas austríacas e venceram a Batalha de Linz-Urfahr junto com as forças de Württemberg comandadas pelo general Vandamme. Depois de algumas semanas em Linz, Bernadotte seguiu para Sankt Pölten. Suas reclamações em relação aos germânicos foram parcialmente ouvidas e ele recebeu uma divisão francesa do general Dupas como reserva estratégica, sendo convidado por Napoleão a residir no Palácio de Schönbrunn.

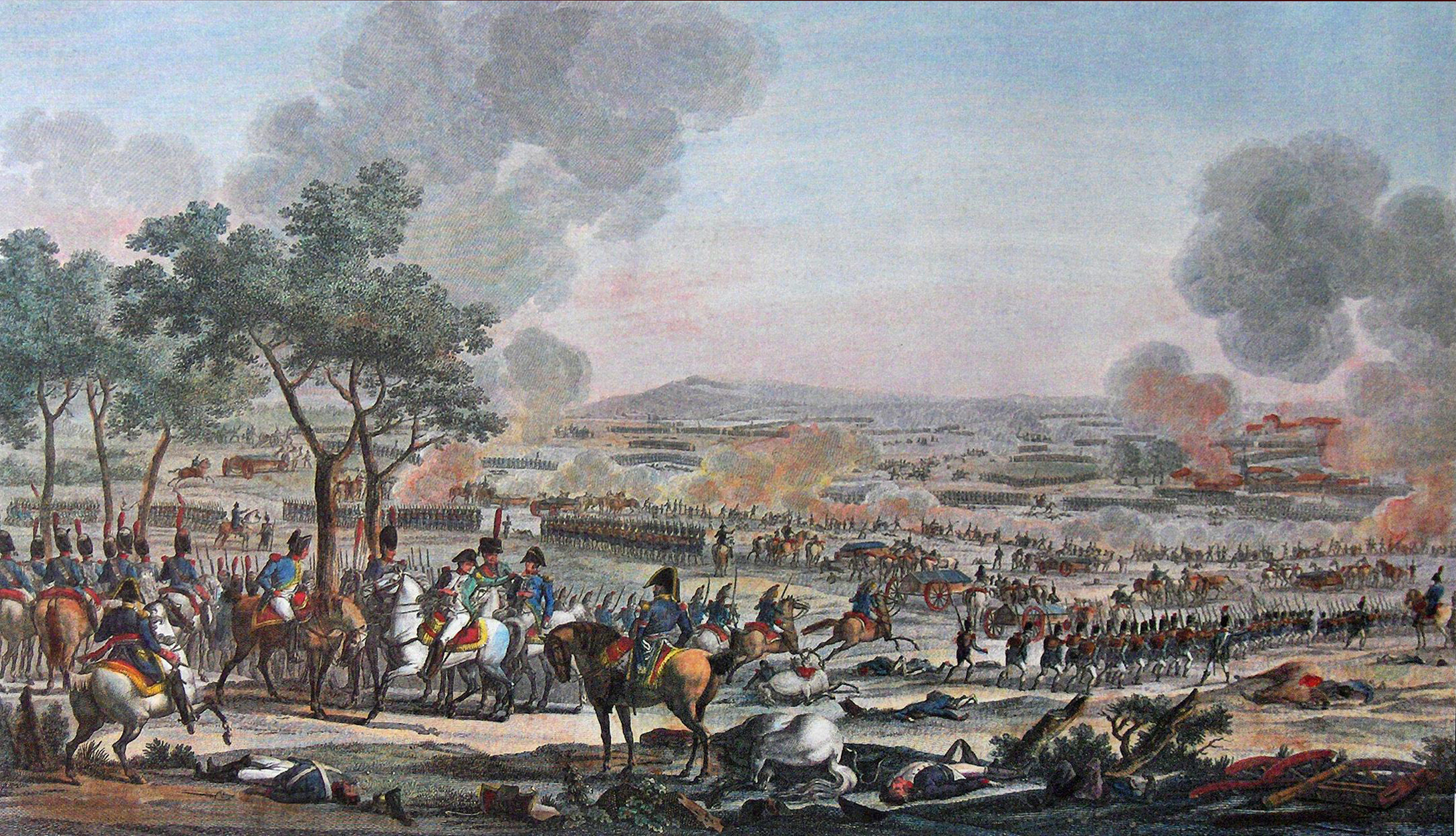
A Batalha de Wagram por Charles Vernet e Jacques Swebach

Bernadotte chegou em Viena e atravessou o Danúbio através de uma ponte flutuante, recebendo ordens de fortalecer o pequeno vilarejo de Aderklaa para a Batalha de Wagram. Durante o confronto, suas forças saxônicas inexperientes foram forçadas a recuar devido a ataques austríacos; o marechal chamou sua divisão de reserva, porém descobriu que ela tinha sido entregue ao comando de outro e dessa forma estava indisponível. Ele também criticou Napoleão pelos ataques frontais inúteis que acabaram por acarretar grandes perdas. Bernadotte acreditava estar exposto e abandonou Aderklaa durante a noite, armando suas forças para trás sem notificar o imperador. Ao amanhecer ele viu os austríacos assumindo posições ao redor do vilarejo e ordenou que seus 26 canhões abrissem fogo, porém quinze deles acabaram destruídos por um contra-ataque da bateria austríaca nas três horas seguintes. Suas tropas começaram a debandar e se tornaram inúteis no confronto, ameaçando o flanco esquerdo francês. Apesar da intensidade do confronto e das grandes perdas, os franceses conseguiram repelir os austríacos e vencer a batalha.
Suas forças saxônicas pagaram um alto preço pela vitória, com mais de um terço feridos ou mortos; por vários dias Bernadotte tentou obter, sem muito sucesso, um melhor atendimento para seus feridos. Napoleão excluiu completamente qualquer menção ao marechal e suas forças do boletim da batalha, algo que Bernadotte considerou injusto e o fez escrever pessoalmente um boletim separado elogiando seus homens. Ao saber disso o imperador ficou tão furioso que uma semana depois enviou Bernadotte de volta para casa, oficialmente "por motivos de saúde".
Ele chegou em casa no dia 25 de julho, encontrando-se com Desidéria e Óscar. Três dias depois os britânicos começaram uma tentativa de invasão da ilha de Walcheren nos Países Baixos, com a Antuérpia sendo o primeiro objetivo. Napoleão teve de ceder e em 12 de agosto nomeou Bernadotte e Joseph Fouché como os responsáveis pela defesa do império em caso de invasão. O marechal chegou na Antuérpia três dias depois, encontrando a situação em caos. Ele organizou todas as defesas locais, porém a tentativa de invasão acabou acontecendo em outro lugar.
Pouco depois, Bernadotte publicou uma declaração em que defendia o preço da coragem e do patriotismo. Ao saber disso, Napoleão começou a suspeitar que o marechal poderia estar conspirando contra ele, convocando Bernadotte para Viena. Ele viajou 1 250 km durante nove dias, chegando em 9 de outubro e mais uma vez ficando no Palácio de Schönbrunn. A recepção do imperador foi graciosa e acolhedora e Bernadotte clarificou toda a situação. Napoleão mesmo assim queria vê-lo longe de Paris, oferecendo-lhe o cargo de governador-geral de Roma. O marechal não descartou a ideia, porém pediu uma licença médica a fim de passar algum tempo descansando. Oito meses depois Bernadotte estava sem nenhuma função oficial e fora de favor do imperador. O modus vivendi que mantinha com Napoleão desde 1804 havia chegado ao limite.

## Príncipe Herdeiro da Suécia

### Escolha
Ao mesmo tempo, na Suécia, vários oficiais do alto escalão militar e político haviam se rebelado em março de 1809 contra o rei Gustavo IV Adolfo, por causa da catastrófica derrota sueca na Guerra Finlandesa e a subsequente perda do território da Finlândia para os russos. Ele acabou sendo forçado a abdicar do trono e em seu lugar seu único tio vivo, o príncipe Carlos, Duque de Sudermânia, foi escolhido rei como Carlos XIII. Com isso a política externa sueca mudou; de adversário da França o país agora procurava desenvolver relações mais amistosas com Napoleão. Carlos era velho, prematuramente senil e principalmente não tinha filhos, assim o parlamento sueco acabou escolhendo o príncipe Cristiano Augusto de Eslésvico-Holsácia-Sonderburgo-Augustemburgo para ser o novo Príncipe Herdeiro. Ele mudou seu nome para Carlos Augusto e foi oficialmente adotado pelo rei em janeiro de 1810, porém acabou morrendo repentinamente em maio e o problema da sucessão voltou.
A morte de Carlos Augusto criou uma situação difícil, e o general Georg Adlersparre, líder do golpe que tirou Gustavo Adolfo do trono, temia que os gustavianos conseguissem colocar o filho do antigo rei novamente como herdeiro. Adlersparre e o conselho de estado rapidamente pensaram em oferecer a posição para Frederico Cristiano II, Duque de Eslésvico-Holsácia-Sonderburgo-Augustemburgo e irmão mais velho de Carlos Augusto, porém não demoraram muito para voltarem atrás na decisão. Dois contínuos foram despachados para a França, dentre eles o barão Carl Otto Mörner, que simpatizava com um grupo de políticos que acreditava que um militar francês proeminente poderia levantar a Suécia e conduzir uma guerra de vingança contra a Rússia.

"É apenas em sonhos, aventuras e revoluções que um soldado do sul da França receba a oferta de um dos tronos mais antigos da Europa, cercado por memórias gloriosas. E quando Bernadotte respondeu sim à oferta, é difícil encontrar nele exceto motivos pessoais [...] Ele poderia investir futuramente na Escandinávia todas as suas qualidades pessoais, habilidades, reputação, conexões francesas e seu dinheiro."

— Sverre Steen, historiador norueguês
Mörner chegou em Paris no dia 20 de junho de 1810. Após receber uma mensagem informando-o sobre a situação em casa, ele começou a trabalhar em suas alternativas. Um amigo francês o ajudou a entrar em contato com Bernadotte e eles se encontraram na casa do marechal no dia 25. Mörner alegou que falava em nome de muitos suecos e ofereceu por conta própria a posição de príncipe herdeiro ao francês. Bernadotte ficou reservado, porém não descartou a ideia. Depois o barão conseguiu conversar com o general sueco Fabian Wrede, que estava na época em Paris. Este apoiou a ideia e visitou Bernadotte no dia seguinte. Desta vez ele mostrou um interesse claro na oferta e estimou que Napoleão não seria contra. Com essa resposta e uma carta de Wrede elogiando o marechal, Mörner voltou para a Suécia. Ele chegou em Estocolmo no dia 12 de julho e procurou Lars von Engeström, Ministro dos Assuntos Estrangeiros, surpreendendo-o com as informações e a proposta de quem poderia ser o novo príncipe herdeiro. O embaixador sueco em Paris, o conde Gustaf Lagerbielke, só soube das ações de Mörner depois de ele ter partido.
Bernadotte, Desidéria e Óscar deixaram Paris em 26 de junho a fim de passar três semanas em um spa em Plombières-les-Bains. Antes de partir ele enviou uma carta a Napoleão informando-o sobre a oferta sueca. O imperador ficou surpreso, em parte porque a última coisa que tinha ouvido do embaixador Lagerbielke era que haviam escolhido o Duque de Eslésvico-Holsácia-Sonderburgo-Augustemburgo, e também porque acreditava que existiam outros marechais franceses mais adequados e qualificados. Bernadotte foi mantido informado sobre a situação na Suécia durante suas semanas no spa através de correio direto, contando também com o auxílio dos gratos comerciantes de Hamburgo. A família voltou para a capital em 21 de julho; ainda não estava claro quem receberia o trono sueco e ele percebeu que precisava de um representante e defensor. Bernadotte portanto contatou o comerciante francês Jean Antoine Fournier, que tinha vívido dezesseis anos na Suécia. Ele foi contratado para voltar ao país escandinavo e atuar como porta-voz do marechal, equipado com medalhões que continham os retratos de Bernadotte, Desidéria e Óscar, e também sendo instruído a mencionar sua fortuna. Napoleão por sua vez não apoiou ou indicou nenhum candidato ao trono, ajudando a manter as opções em aberto.
Em Estocolmo a situação era incerta e tensa por causa do linchamento do conde Hans Axel von Fersen, com o parlamento sendo aberto em Örebro no dia 30 de julho. Depois de certa hesitação, foi iniciado o processo de escolha. A primeira votação ocorreu em 8 de agosto, com onze dos doze votantes ficando a favor de Frederico Cristiano e apenas Wrede contra. Entretanto, o parlamento reconsiderou após duas semanas e retirou o convite. Fournier chegou pouco depois e assumiu o difícil trabalho de convencer a maioria dos parlamentares a mudarem o voto. O encarregado de negócios francês na Suécia indicou que Napoleão dificilmente ficaria insatisfeito com a eleição de Bernadotte. Um fator importante que pesava para o lado do marechal era sua extensa experiência administrativa, algo que faltava a Frederico Cristiano. Apesar de a Suécia ter abolido o absolutismo em sua constituição de 1809, o Estado ainda era caracterizado por um monarca forte, papel que o enfraquecido Carlos XIII era incapaz de exercer.
Uma nova votação foi realizada em 16 de agosto, desta vez com dez dos doze votantes apoiando Bernadotte. O resto do parlamento aprovou a escolha em 21 de agosto. O sentimento geral era de que o país precisava de um líder forte para tempos ruins, com as derrotas militares e a anarquia que se seguiu à morte de von Fersen contribuindo para a eleição de Bernadotte. A esperança era de que, com um marechal francês e até mesmo a ajuda de Napoleão, a Suécia seria capaz de retomar a Finlândia. O imperador relutantemente deu seu consentimento para a escolha e em 23 de setembro reconheceu Bernadotte como o novo Príncipe Herdeiro da Suécia.

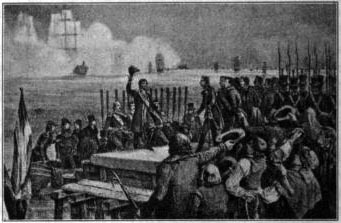
Ilustração contemporânea de Bernadotte desembarcando na Suécia, por K. A. Dahlström

Bernadotte foi oficialmente dispensado de todas as suas obrigações como súdito francês e deixou Paris em 30 de setembro de 1810 junto com Mörner. Ele chegou na Dinamarca em meados do mês seguinte, convertendo-se para o luteranismo em 19 de outubro no consulado sueco de Helsingor na presença de Jacob Axelsson Lindblom, o Arcebispo de Uppsala, e vários suecos. No dia seguinte ele atravessou o Öresund e desembarcou na cidade de Helsimburgo, sendo recebido por uma enorme multidão. Bernadotte então viajou para o Palácio de Drottningholm, chegando em 30 de outubro e conhecendo pela primeira vez Carlos e a rainha Edviges de Holsácia-Gottorp. O rei estava hesitante antes da reunião, porém tanto ele quanto sua esposa rapidamente ficaram encantados e impressionados com o novo príncipe herdeiro. Bernadotte realizou sua entrada solene em Estocolmo no dia 2 de novembro, novamente recebido por uma grande multidão. Três dias depois ele prestou formalmente seu juramento de lealdade ao rei e foi oficialmente adotado, assumindo o nome de Carlos João.
A rainha viúva Sofia Madalena da Dinamarca, esposa de Gustavo III e mãe de Gustavo IV Adolfo, descreveu o novo príncipe herdeiro como tendo sido "uma escolha feliz, um príncipe que está se acostumando muito bem à sua nova posição". Desidéria e Óscar haviam ficado em Paris e partiram para a Suécia no final de novembro, chegando em Estocolmo no dia 6 de janeiro de 1811. A nova princesa herdeira se decepcionou com o país, com o sentimento sendo mútuo: Edviges escreveu em seu diário que "a princesa [Desidéria] é pequena, não parece boa e não tem caráter […] sua timidez faz com que seja lacônica […] A criança é mimada, mas do tipo amigável e compassiva". Desidéria ficou doente e voltou para o spa de Plombières-les-Bains a fim de se recuperar, com o plano sendo que ela voltasse para Estocolmo assim que sua saúde estivesse melhor. Entretanto, ela acabaria voltando para a Suécia apenas doze anos depois.
Carlos João sempre teve grande eloquência, porém nunca conseguiu aprender a falar sueco, algo que eventualmente ele lamentou. Entre 1810 e 1813 ele teve aulas com o bibliotecário P. A. Wallmark, porém só acabou conseguindo aprender algumas palavras e expressões. Antes de sua chegada a corte real era marcada por uma etiqueta estrita, porém o príncipe a deixou mais casual. As alterações consistiam principalmente no convite para a burguesia emergente participar de eventos sociais nos castelos e palácios, com o objetivo de fortalecer os laços entre essa classe social e a casa real.

### 1812: Ano de Política
"Eu vi a guerra de perto, sei de todos os seus horrores, e não há conquista que pode confortar uma pátria em que suas crianças brincam com sangue em solo estrangeiro. A paz é o único objetivo honorável, sábio e esclarecido do governo. Não há uma medida estatal que constituiu sua força e independência do que suas leis, seu comércio, sua ética de trabalho e, sobretudo, seu sentimento de identidade nacional. A Suécia sofreu pesadas perdas, mas a glória do nome sueco não sofreu maus efeitos."

— Carlos João em seu primeiro discurso para o parlamento sueco, 1810
Central para aquilo que mais tarde ficou conhecido como "1812: Ano de Política" era a opinião de Carlos João de que a Suécia deveria proteger seus "limites naturais" e procurar uma união com a Noruega. O rei teve um derrame apenas um mês depois da chegada do novo Príncipe Herdeiro, assim Carlos João também assumiu o posto de regente. Apesar de familiarizado com a situação interna e externa sueca, ele não conhecia o idioma e teve de contar com o auxílio de vários membros proeminentes da sociedade que também eram fluentes em francês, a fim de traduzirem documentos e atuarem como intérpretes quando necessário. Dentre esses estavam Mörner, os irmãos Gustaf e Carl Axel Löwenhielm, o político Gustaf af Wetterstedt, os generais Carl Johan Adlercreutz e Magnus Björnstjerna e o diplomata Kurt von Stedingk.
Em relação à política externa, Carlos João muitas vezes ignorava seus conselheiros e, desde que chegou no país, decidia arbitrariamente os assuntos, muitas vezes sem consultar o Conselho de Estado. Dessa forma muitos começaram a terem dúvidas se o príncipe na verdade estava sob o controle de Napoleão, com as incertezas sendo ampliadas quando a França forçou o país a cumprir o Bloqueio Continental e declarar guerra contra o Reino Unido. Esses requisitos colocaram Carlos João em uma situação complicada, com a guerra sendo mais um jogo para agradar o imperador, já que as relações comerciais com os britânicos continuaram e foram mantidas em segredo. O príncipe cada vez mais ficou interessado na ideia de fortalecer a Suécia a fim de conquistar a Noruega, enquanto o desejo geral do povo ainda era retomar a Finlândia. Para realmente garantir sua posição de sucessor de Carlos XIII, ele tinha que conquistar a Finlândia ou a Noruega, sendo que para tomar a última era necessário se aliar ao Reino Unido e à Rússia contra a França e a Dinamarca (que na época estava em união pessoal com a Noruega).

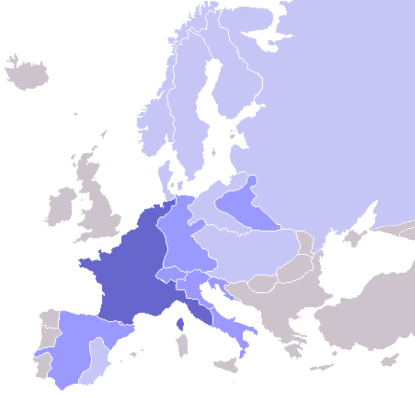
A Europa em 1811. O azul escuro indica o Império Francês, o azul claro os países ocupados ou os estados satélites franceses, e o azul acinzentado mostra os países que foram forçados pela França a cumprir o Bloqueio Continental

Carlos João estabeleceu uma polícia secreta logo depois da sua chegada na Suécia, em parte devido a suas experiências na França, mas também por causa de suas suspeitas em relação à polícia normal, que no passado havia se envolvido fortemente em conspirações e assassinatos reais e mais recentemente no linchamento de von Fersen. Uma das primeiras pessoas pegas por essa polícia secreta foi o general e diplomata Gustaf Mauritz Armfelt, que acabou expulso do país.
O príncipe herdeiro tinha um bom conhecimento do sistema bancário e financeiro desde seus tempos na França, estando familiarizado com os benefícios de uma política econômica estável. Dessa forma ele trabalhou com o objetivo de estabilizar as finanças suecas e conseguir um equilíbrio nas despesas públicas. Para conseguir melhor acesso a créditos, ele estabeleceu caixas econômicas seguindo o modelo britânico, com as primeiras criadas ainda em 1810. Carlos João acreditava também que a alta inflação havia sido causada pela especulação de agentes estrangeiros, recorrendo a uma política protecionista de restrição de importações e especulação cambial com fundos privados e governamentais, tendo como objetivo impedir a desvalorização ainda maior da moeda.
A França invadiu a Pomerânia sueca sem aviso no final de janeiro de 1812. Isso deu a Carlos João aquilo que precisava: um argumento contra Napoleão e um meio de desviar a hostilidade pública para longe da Rússia. Ele rapidamente iniciou negociações com os russos através de seu embaixador Jan Pieter van Suchtelen em Estocolmo e enviou Carl Axel Löwenhielm até São Petersburgo. As negociações levaram o imperador Alexandre I a prometer apoiar a secessão norueguesa para a Suécia, contanto que os suecos reconhecessem o controle russo da Finlândia e declarassem guerra contra Napoleão. O príncipe também escreveu a Edward Thornton, enviado britânico, procurando apoio do Reino Unido na questão da Noruega, prometendo que o país não seria incorporado à Suécia, "mas aos poucos ter autonomia com seu próprio parlamento e suas próprias leis".
O parlamento se reuniu novamente em Örebro durante a primavera e o verão de 1812. Com a situação política tensa e a aprovação estrangeira, Carlos João conseguiu permissão parlamentar para a conscrição de um exército, cobrar impostos adicionais de guerra, aumentar o apanágio e controlar a imprensa por meio de um órgão chamado Indragningsmakten. Esta última medida deu ao governo o direito de fechar qualquer publicação que criticasse as novas políticas. Em teoria o Indragningsmakten era uma forte restrição à liberdade de imprensa, porém na prática ele não se revelou tão eficaz.
Entre as questões enfrentadas pela Suécia estava a crise financeira, com inflação alta e grande dívida externa. Os gastos da Guerra Finlandesa tinham cobrado seu preço na economia do país, com o Banco Nacional sendo forçado a alterar o padrão prata. Durante o parlamento de 1812, Carlos João apresentou uma proposta de recusa de pagamento para qualquer credor em países sob o controle ou influência francesa, justificando dizendo que a França havia retido navios e reivindicações suecas. A proposta foi aprovada e a dívida externa caiu de onze milhões para quatro milhões de riksdalers. O príncipe soube da invasão de Napoleão a Rússia enquanto estava em Örebro, rapidamente trabalhando para a conclusão de um acordo de paz com o Reino Unido. Isso contribuiu para o apoio financeiro britânico ao exército sueco, com a questão da Noruega sendo a princípio aceita. Em carta ao imperador francês, Carlos João afirmou a neutralidade da Suécia e disse que apenas oferecia conselhos a Alexandre.
A paz russo-sueca aumentou o prestígio internacional de Carlos João, que foi reforçado ainda mais no final de agosto de 1812 quando o príncipe e Alexandre se encontraram em Turku. O imperador russo estava estressado diante do progresso de Napoleão e procurou os conselhos de Carlos João como ex-marechal francês, com Alexandre também sugerindo que o príncipe virasse o comandante de algumas forças russas. Um acordo formal entre os dois países foi assinado, dando liberdade para a Suécia seguir em frente em uma campanha contra a Dinamarca, contanto que o Reino Unido também aprovasse.
Esses acordos obrigavam a Suécia a participar da Sexta Coligação contra Napoleão, com a Rússia prometendo ajudá-la na conquista da Noruega. Além disso, um acordo secreto foi selado entre Carlos João e Alexandre com o objetivo principal de proteger a Casa de Bernadotte. O imperador também sugeriu durante a reunião em Turku que o príncipe herdeiro se tornasse o sucessor de Napoleão, com o príncipe deixando a ideia em aberto.

### Sexta Coligação
Carlos João continuou a conversar com os britânicos durante o outono de 1812, enquanto ao mesmo tempo agentes suecos foram enviados para a Noruega a fim de influenciar a opinião pública por uma união com a Suécia. Staël e August Wilhelm Schlegel visitaram Estocolmo em setembro e se disponibilizaram para o príncipe herdeiro e para a diplomacia sueca. Apesar de ter previsto a derrota francesa, Carlos João ficou surpreso pela retirada francesa desastrosa da Rússia no inverno. Com a França enfraquecida, era possível que os russos e britânicos ganhassem a guerra sem a participação sueca, colocando em risco seus apoios na conquista da Noruega.

Mapa da Sexta Coligação. Em azul os países que apoiam a França e em vermelho aqueles aliados na coligação

A Suécia e a Prússia se aproximaram no início de 1813, com a segunda quebrando sua aliança com a França. Em março a Suécia e o Reino Unido entraram em uma aliança formal. Os britânicos prometeram aos suecos um subsídio de um milhão de libras esterlinas e a ajuda da frota naval britânica no transporte de tropas para a Pomerânia e na posterior tomada da Noruega. A Dinamarca ainda assim tinha certo apoio da Áustria, com Klemens Wenzel von Metternich, o Ministro do Exterior austríaco, não gostando de Carlos João e temendo que com os dinamarqueses enfraquecidos o equilíbrio de poder na Europa seria abalado.
Em 17 de março, o príncipe herdeiro ordenou que suas tropas fossem para Stralsund e Rügen a fim de recapturar a Pomerânia, consistindo na força de trinta mil homens que havia prometido colocar contra Napoleão. O plano original de tomar a Noruega ainda em 1813 teve de ser adiado. O imperador francês reuniu suas forças e enfrentou os russos e prussianos em 2 de maio na Batalha de Lützen, saindo vitorioso, porém a falta de uma cavalaria impediu que Napoleão conseguisse uma vitória decisiva. Carlos João chegou em Stralsund no dia 18. Desidéria ainda estava na França e tentou mediar sem sucesso algum acordo entre o marido e o imperador.
A Rússia e a Prússia acabaram fazendo uma trégua com a França em 4 de junho, algo que surpreendeu Carlos João e o fez ficar furioso com o general Carlo Andrea Pozzo di Borgo, mensageiro de Alexandre. O príncipe passou a suspeitar que seus aliados estavam conspirando contra ele, porém Pozzo o convenceu de que a trégua era apenas uma decisão tática a fim de dar tempo para a Prússia reorganizar suas forças e para que pudessem negociar algum acordo para a Áustria se juntar à aliança contra Napoleão.
Carlos João se encontrou em julho com Alexandre e o rei Frederico Guilherme III da Prússia em Trachemberga na Silésia, onde discutiram uma estratégia para lutar contra a França. Como ex-marechal francês napoleônico, o príncipe foi de grande ajuda no planejamento da campanha seguinte, com o general britânico lorde William Cathcart, 1.º Visconde Cathcart, referindo-se à estratégia como "o plano do Príncipe Herdeiro". A ideia principal era criar três exércitos independentes que não se envolveriam uns com os outros e que atacariam os generais e marechais franceses, evitando e enfraquecendo Napoleão até a hora de um ataque conjunto. Carlos João recebeu o comando do Exército do Norte, composto principalmente por suecos, mas também com russos e prussianos, totalizando aproximadamente 158 mil homens. A aliança com os russos ainda era impopular na Suécia e isso criou uma situação desafiadora e perigosa para o príncipe.

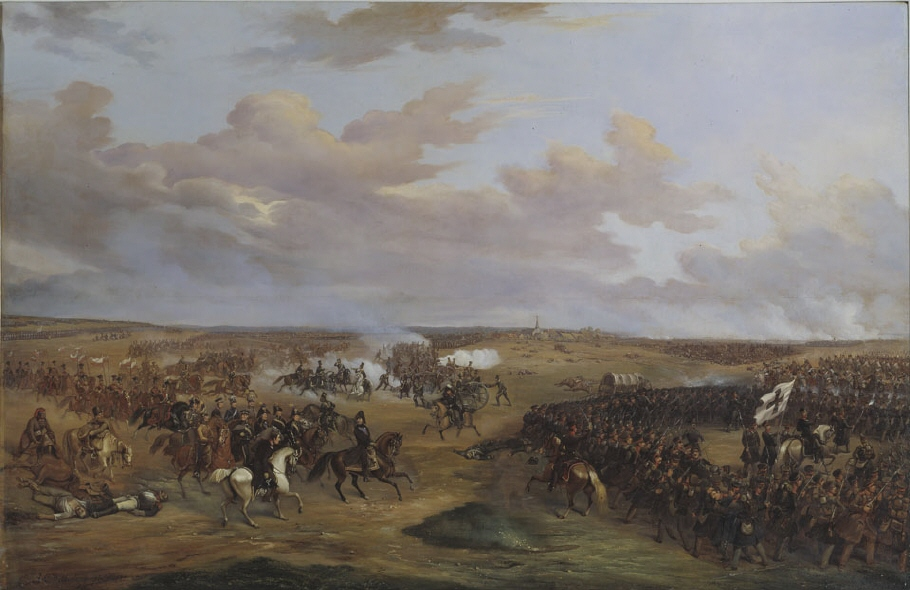
A Batalha de Dennewitz por Alexander Wetterling

Entretanto, durante a campanha houve conflitos de interesses dentro da coligação, já que seus membros queriam recuperar seus territórios perdidos, com Carlos João levando suas forças para longe do alvo a fim de conquistar a Noruega e poupá-las ao máximo antes de enfrentar a Dinamarca. Mesmo assim ele acabou enfrentando os franceses em duas ocasiões: na Batalha de Großbeeren em 23 de agosto e na Batalha de Dennewitz em 6 de setembro; as maiores perdas ficaram com os soldados prussianos. Em Dennewitz foi a primeira vez que as forças suecas contribuíram largamente para alguma vitória da coligação, com os escandinavos sofrendo poucas perdas. Em seguida Carlos João ficou estabelecido em Zerbst durante algumas semanas, preocupando seus aliados. Ele voltou a marchar e cruzou o Elba em 4 de outubro, seguindo para o sul até Leipzig, onde a Sexta Coligação se reuniria e finalmente enfrentaria Napoleão.
A Batalha das Nações ocorreu entre os dias 16 e 19 de outubro, e mais uma vez as forças suecas foram mantidas na reserva e só entraram no confronto durante os dois últimos dias. Carlos João pessoalmente liderou suas forças nos ataques do dia 18. O príncipe ainda gozava de boa reputação devido às suas campanhas na Germânia no passado enquanto ainda fazia parte do exército francês, algo que contribuiu para que várias divisões germânicas do lado francês deserdassem e se juntassem à coligação entre os dias 17 e 18. O período entre a reunião em Trachenberg e a Batalha das Nações marcou o auge de Carlos João na importância internacional, com seu planejamento da campanha e administração do Exército do Norte sendo de grande contribuição para a derrota de Napoleão ao final da batalha. Todavia, a entrada de outros países na aliança e as manobras do príncipe herdeiro para avançar contra a Dinamarca e forçar a secessão da Noruega contribuíram para a diminuição de seu papel após Leipzig.

### Tratado de Kiel
Após a vitória na Batalha das Nações, Carlos João teve grandes discussões com os outros líderes da coligação sobre qual curso de ação deveriam seguir. Napoleão havia conseguido escapar e estava tentando retornar para a França, com os russos, prussianos e austríacos querendo persegui-lo, porém o príncipe desejava seguir para o norte. A força principal sueca não realizou grandes operações militares contra o imperador desde o final de outubro até meados de fevereiro de 1814. Oficialmente o motivo era que estavam avançando para o norte com o objetivo de apoiar os britânicos contra os franceses em Hamburgo e Hanôver, porém na verdade Carlos João queria pressionar o rei Frederico VI da Dinamarca a capitular e ceder a Noruega através de um ataque contra o Ducado de Holstein.
A Batalha de Bornhöved foi travada em 7 de dezembro de 1813 entre a Dinamarca e a Suécia, com a segunda saindo vitoriosa. As forças suecas avançaram para o norte e tomaram o forte Christianpris perto de Kiel no dia 19. Os dinamarqueses oficialmente se renderam na cidade de Glückstadt em 4 de janeiro de 1814. Dez dias depois a Dinamarca foi forçada a assinar o Tratado de Kiel, em que oficialmente cedia a Noruega para a Suécia, que entraria em união pessoal com o outro país. Enquanto ainda estava em Kiel, Carlos João recebeu relatórios de seus agentes de que o príncipe Cristiano Frederico da Dinamarca, herdeiro presuntivo de Frederico VI e governador da Noruega, pretendia tomar o país caso os suecos invadissem.
Após a assinatura do tratado, a opinião pública na Suécia era de que o príncipe herdeiro deveria voltar para casa. Porém, enquanto isso, Carlos João foi advertido por lorde Robert Stewart, Visconde Castlereagh e Ministro das Relações Exteriores britânico, contra retirar suas forças da coligação antes que Napoleão fosse finalmente deposto. A partir de Kiel ele foi para o sul através de Colônia, onde emitiu uma declaração ao povo francês em que explicava por que lutava por seu novo país, porém acabou recebido com frieza. Apesar do aparente apoio de Alexandre, Carlos João rapidamente foi marginalizado como possível candidato a suceder Napoleão.
Carlos João continuou avançando até Liège, onde parou sua marcha, em parte por desentendimentos com seus aliados mas também pela relutância em entrar em seu antigo país com uma força militar invasora. Lá foi abordado por um mensageiro de Desidéria e Napoleão, recebendo a promessa de que seria favorecido como novo chefe de estado da França caso fosse o primeiro líder da coligação a chegar em Paris. O príncipe respondeu que Napoleão deveria abdicar do trono, que não faria nada que pudesse causar uma guerra civil e que apenas aceitaria a proposta caso fosse uma vontade coletiva de toda a nação francesa. Durante sua estadia em Liège, Carlos João enfrentou uma oposição cada vez maior de seus aliados de coligação, enquanto tentava em vão desempenhar algum papel nas questões de sucessão da França. Suas ambições pessoais foram recebidas com desconfiança e com certa amargura por seus companheiros suecos. Paralelo a isso, sua longa inação colocou a união com a Noruega em perigo; sua ausência da Suécia e falta de iniciativas para efetivar o Tratado de Kiel deu oportunidades para Cristiano Frederico colocar-se à frente de seus adversários suecos na tomada da Noruega. O príncipe se permitiu ser proclamado regente e prometeu eleições para uma assembleia constituinte norueguesa que se reuniria em Eidsvoll a partir do dia 10 de abril.
As forças russas sob a liderança de Alexandre foram as primeiras a chegar na capital francesa em 31 de março. Durante os primeiros dias o ministro Talleyrand sugeriu ao imperador russo que Carlos João pudesse ser uma melhor possibilidade para a França do que os membros da Casa de Bourbon, porém suas ideias foram logo desconsideradas. De Liège o príncipe herdeiro foi para Bruxelas. Napoleão abdicou do trono em 11 de abril e Luís XVIII, irmão de Luís XVI, foi proclamado o novo Rei da França. Carlos João chegou em Paris no dia 12 e tentou equilibrar sua lealdade entre a Suécia e a França. Ele não apoiou as reivindicações aliadas contra os franceses e acabou assinando um tratado de paz separado. O principal objetivo de sua visita era estar perto dos outros líderes para garantir sua união com a Noruega. O príncipe tinha recebido os relatórios perturbadores de seus agentes sobre a resistência norueguesa. Ele se reuniu com Alexandre, Frederico Guilherme e lorde Castlereagh, com o último lhe prometendo que os britânicos continuariam a exercer pressão na Noruega através de um bloqueio comercial. Carlos João deixou Paris em meados de maio, sendo a última vez que pisaria em sua terra natal e também em qualquer país ao sul do mar Báltico.

### Guerra contra a Noruega

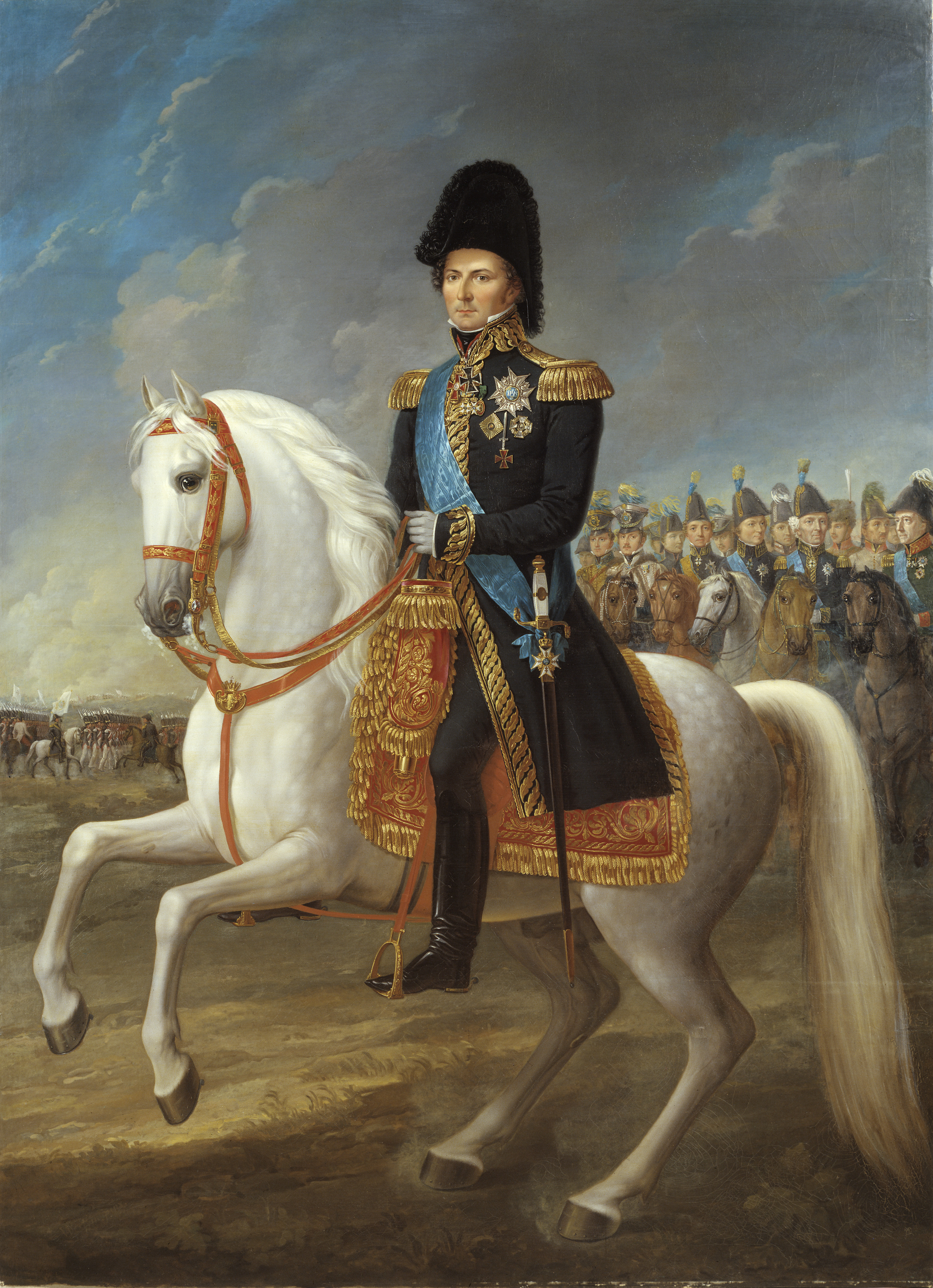
Carlos João por Fredric Westin

Carlos João voltou para a Suécia no final de maio, chegando em Estocolmo no dia 10 de junho em meio a grandes celebrações. Para ele a alegria durou pouco; a união com a Noruega ainda não tinha sido implementada e Cristiano Frederico se recusara a acatar o Tratado de Kiel e fora proclamado rei. Diferentemente da maioria dos suecos, o príncipe levou a resistência norueguesa a sério. Para ele era fundamental que a Suécia conseguisse obter a união total antes da realização do Congresso de Viena em setembro. A resistência tornou impossível uma união pacífica, com ambos os lados logo percebendo que uma guerra era inevitável. Entretanto, Carlos João estava ciente de que uma invasão fomentaria uma inimizade duradoura e queria evitar que a Suécia fosse vista como uma força ocupante, oferecendo à Noruega uma união em que o país teria autonomia substancial. Também existia na opinião pública estrangeira um grande sentimento de que a união deveria ocorrer entre dois estados iguais.
A Suécia acabou invadindo a Noruega em 26 de julho, forçando os noruegueses a recuar para Østfold sem a necessidade de lutas. A força de invasão enfrentou a resistência pela primeira vez em Kongsvinger nas batalhas de Lier e Matrand, saindo vitoriosa de ambas. Carlos João avançou cuidadosamente com suas tropas, tendo instruído seus homens a respeitar os soldados uniformizados e as propriedades privadas norueguesas. Seguiram-se as batalhas de Fredrikstad, Langnes e da Ponte de Kjølberg. O príncipe herdeiro abriu negociações com Cristiano Frederico, resultando em um cessar-fogo na Convenção de Moss em 14 de agosto. Cristiano Frederico aceitou o inevitável e abdicou do trono norueguês. Em troca, Carlos João aceitou a Constituição da Noruega e admitiu que a união entre os dois países deveria acontecer sob os termos da Convenção de Moss e não do Tratado de Kiel. Apesar de relutância interna sueca, o príncipe deu aos noruegueses condições boas o suficiente para eles aceitarem entrar numa união pessoal com a Suécia como estado independente e não como território conquistado.
Dessa forma, Carlos João em apenas quatro anos conseguiu mudar a situação interna e externa sueca. Ele havia ajudado a levantar o país após o golpe contra Gustavo IV Adolfo e, apesar de todas as dificuldades, tinha alcançado seu objetivo inicial de unir a Suécia com sua vizinha Noruega.

### União
Carlos João permaneceu na Noruega em Fredrikstad após o armistício esperando que Cristiano Frederico convocasse um parlamento extraordinário para revisar a constituição norueguesa a fim de adequá-la à Convenção de Moss. O parlamento deveria realizar todas as alterações constitucionais necessárias para entrar em união pessoal com a Suécia em até catorze dias depois da primeira reunião. Cristiano Frederico entregou o governo e foi para Bygdøy, abdicando oficialmente em 10 de outubro depois de o parlamento ter sido aberto. Os políticos noruegueses discutiram as revisões entre si e negociaram com os comissários suecos para chegarem em formulações que ambas as partes considerariam aceitáveis. A constituição revisada foi adotada oficialmente em 4 de novembro, com Carlos XIII sendo eleito o novo rei da Noruega como Carlos II. Carlos João chegou em Cristiania (atual Oslo) junto com seu filho Óscar em 9 de novembro, escoltados por soldados noruegueses, algo em que ele tinha insistido. Os príncipes foram acomodados no Paléet, um edifício da cidade, e no dia seguinte Carlos João realizou um discurso aos parlamentares e fez um juramento à constituição em nome do rei.

"E a nova Constituição que agora foi adotada, de acordo com o desejo do Rei, continuará a ser a garantia de sua liberdade, assim como uma prova para o resto da Europa sobre a imagem liberal e moderada que seu Rei representa."

— Carlos João ao parlamento norueguês, 10 de novembro de 1810
Para o cargo de primeiro-ministro norueguês, Estocolmo e Carlos João escolheram Peder Anker, enquanto o genro deste, Herman Wedel-Jarlsberg, foi nomeado para as importantes posições de Ministro das Finanças e líder do governo. A fim de tentar controlar a opinião pública, o príncipe herdeiro buscou restringir a imprensa local, em parte devido à corrupção mas também por ter se recusado a moderar suas críticas públicas. Carlos João estava cético sobre a lealdade do povo norueguês, com certa razão: um estudo em Copenhague concluiu que grande parte da população ainda se identificava fortemente com a Dinamarca.
Quando o Congresso de Viena começou, o príncipe tentou exercer influência nas negociações. A aceitação da união melhorou sua posição e a da Suécia, porém existiam outras questões que precisavam ser resolvidas, e acima de tudo Carlos João temia que pudesse ser deposto como sucessor sueco e norueguês em favor do príncipe Gustavo, filho de Gustavo Adolfo. Enquanto o congresso era realizado, Napoleão saiu de seu exílio na ilha de Elba e brevemente retomou o poder na França durante um período conhecido como o "Governo dos Cem Dias". Desta vez o príncipe herdeiro assumiu neutralidade para a Suécia e Noruega e tomou uma distância formal dos acontecimentos.

### Política interna e externa
Carlos João estava convencido de que a tentativa de vingança de Napoleão não teria sucesso, o que se confirmou na Batalha de Waterloo. O príncipe ficou preocupado por ver a Suécia e a si mesmo fora das negociações do Congresso de Viena. Devido à liquidação dos espólios de guerra, a entrega da Pomerânia sueca e de Guadalupe a outros países fez com que recebesse algumas somas em compensação. O país também estava politicamente isolado, com apenas Alexandre das superpotências ainda sendo um aliado de Carlos João. Sob o clima político depois do fim das Guerras Napoleônicas, muitos acreditavam que seu reinado seria curto. Esse ceticismo estrangeiro muito contrastava com o pensamento dos suecos, que, após as campanhas bem-sucedidas no continente e a união com a Noruega, tinham Carlos João em grande popularidade.

"Sua filosofia política não parece basear-se em algo semelhante a um sistema. Em um momento ele fala como um governante absoluto e déspota, no seguinte como um demagogo republicano."

— Marie-Hippolyte de Rumigny, encarregado de negócios francês
No início da sessão parlamentar de 1815, o governo ficou satisfeito em ver que a economia do país tinha crescido, porém aparentemente não tinha pleno conhecimento sobre a extensão da crise por que o país tinha passado nos anos anteriores e ainda estava passando, não tomando iniciativas consideradas necessárias a fim de manter o crescimento. Vários parlamentares liderados por Fredrik Bogislaus von Schwerin começaram a pressionar por mudanças na política econômica do país. O parlamento acabou votando por uma política mais protecionista, algo de que Carlos João era muito a favor. Além disso, a partir de 1815 ele tentou orientar o curso da moeda sueca usando porções substanciais de seus próprios fundos. As decisões políticas para a economia foram concluídas com o auxílio do príncipe ainda em 1815, com o pagamento da dívida externa usando o dinheiro obtido através de Guadalupe, com um subsídio anual também sendo estabelecido para a família real.
O pagamento da dívida externa permitiu que ele se concentrasse na melhoria da produtividade agrícola. Naquela época a Suécia precisava importar comida para impedir a fome, já que, mesmo com 80% da população trabalhando na agricultura, o país ainda assim não conseguia ser autossuficiente na produção de alimentos. Ele havia fundado em 1811 um instituto para promover pesquisas sobre variedades de sementes e de gado que pudessem ser criadas sob o clima sueco. O príncipe também estabeleceu uniões de agricultores e importou novos implementos agrícolas e máquinas debulhadoras. Além disso, Carlos João também investiu na melhoria e otimização da terra. Essas políticas foram bem-sucedidas, com a área cultivada aumentando em 40% e a produção agrícola em 53% até a década de 1820, período em que a Suécia passou a exportar alimentos.
Uma questão não abordada pelo Congresso de Viena era a proporção da dívida externa dinamarquesa-norueguesa que seria transferida para a Suécia. A débil situação financeira da Noruega tornou necessário que o valor fosse reduzido e ficou estabelecido em seis milhões de riksdalers propostos pela Dinamarca. Devido à crise econômica sueca pós-Guerras Napoleônicas, um parlamento extraordinário foi convocado para 1817 e 1818. Contra o conselho de um comitê de especialistas, Carlos João aumentou o número de moedas em circulação (algo semelhante à inflação), algo que não recebeu o apoio do parlamento.
Em seus últimos anos como príncipe herdeiro, Carlos João ficou cada vez mais inquieto sobre sua posição, principalmente depois da Restauração Bourbon e da Santa Aliança, que removeu vários ex-homens de Napoleão da Europa. De acordo com um de seus adversários, ele era "uma mancha feia em uma Europa que tinha sido limpada".

## Reinado

### Ascensão

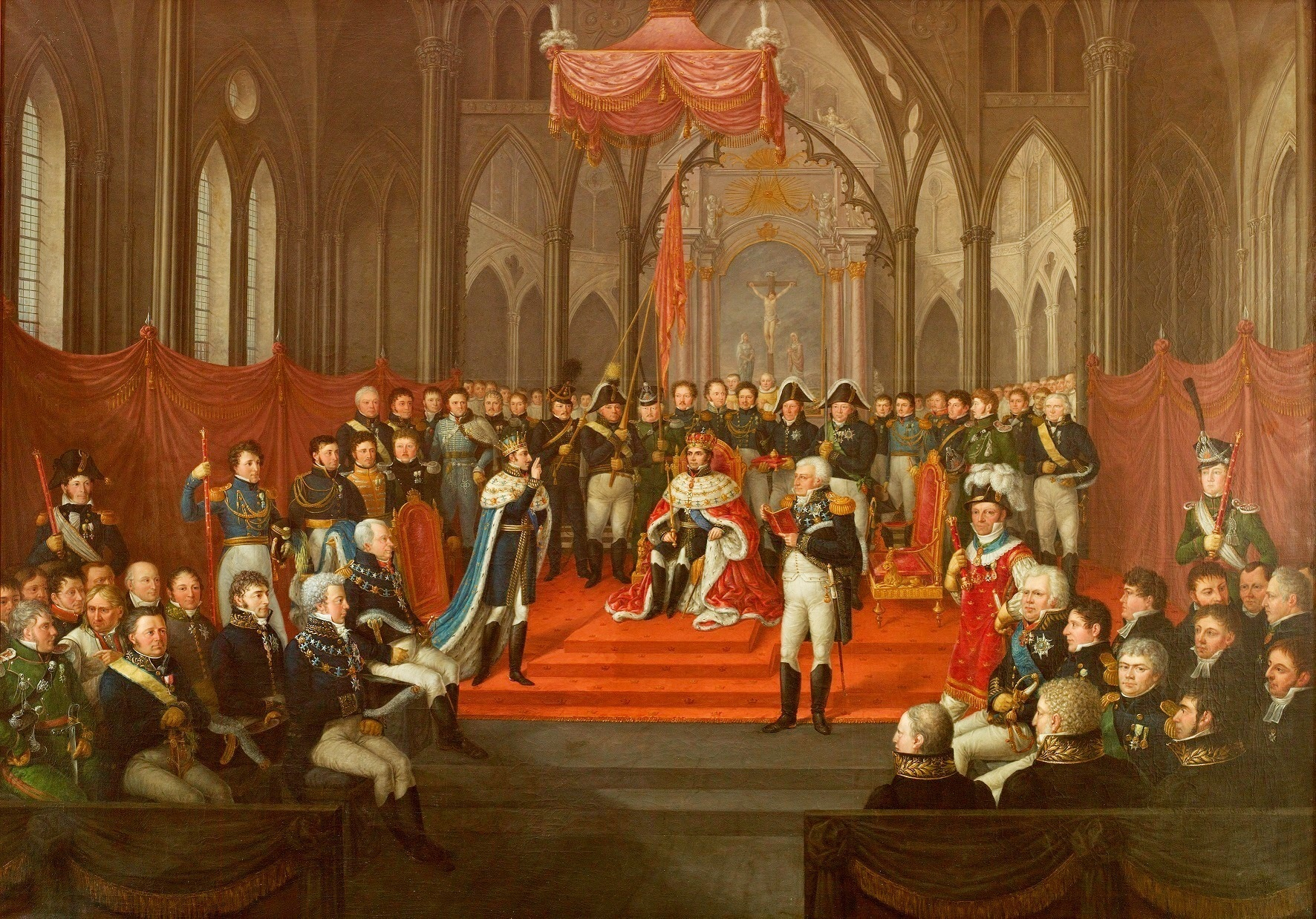
Coroação de Carlos João na Noruega, por Jacob Munch

Carlos XIII & II morreu em 5 de fevereiro de 1818 e foi sucedido pelo príncipe herdeiro como Carlos XIV & III João, sendo proclamado como o novo rei logo no dia seguinte em seus dois reinos. Ele foi coroado Rei da Suécia em 11 de maio na Catedral de São Nicolau em Estocolmo, e Rei da Noruega em 7 de setembro na Catedral de Nidaros em Trondheim. O entusiasmo por sua ascensão foi grande nos dois países, com o novo monarca sendo felicitado por vários países e potências europeias, o que o ajudou a relaxar sobre sua preocupação acerca da legitimidade de sua sucessão.
Outra questão importante para a legitimidade e continuidade da recém estabelecida Casa de Bernadotte era o casamento do príncipe Óscar, agora o novo príncipe herdeiro da Suécia e Noruega. Depois de várias discussões, Óscar viajou pela Europa no verão de 1822 a fim de conhecer candidatas em potencial. A escolhida finalmente foi a princesa Josefina de Leuchtenberg, algo que o próprio rei defendeu por ver o casamento como a união dos "interesses novos e antigos": o pai de Josefina era Eugênio de Beauharnais, que tinha sido um dos generais de Napoleão, enquanto sua mãe era princesa Augusta da Baviera, filha do rei Maximiliano I José da Baviera e oriunda de uma antiga e respeitada casa real germânica, a Casa de Wittelsbach.
Desidéria, apesar de ter se tornado rainha consorte da Suécia e Noruega, permaneceu na França sob o pretexto de problemas de saúde. Entretanto, ela acabou se apaixonando por Armand Emmanuel du Plessis, 5.º Duque de Richelieu e primeiro-ministro francês, algo que atraiu certa atenção e foi considerado extremamente inapropriado para uma rainha. Por causa do casamento do filho, ela voltou para a Suécia em 1823 junto com Josefina, desta vez ficando permanentemente até o fim da sua vida.

### Primeiros anos
Em 1819 começou a construção daquilo que se tornaria o Forte de Karlsborg, um vasto complexo que tinha a intenção de servir como refúgio para a família real e governo caso a Suécia fosse atacada e invadida, já que a perda da Finlândia havia criado a necessidade de um edifício que servisse como defesa central. O forte foi localizado às margens do lago Veter e perto do canal de Gota, uma grande obra de infraestrutura que havia começado em 1810 e só seria completada em 1832. A infraestrutura interna da Suécia há muito era precária, com o canal tendo o objetivo de auxiliar no desenvolvimento econômico e facilitar o transporte. Além dele, diversas estradas pavimentadas foram construídas, tornando possível um tráfego maior e que não fosse afetado pelo clima.
Com o fim das guerras na Europa, a Suécia diminuiu certas restrições comerciais e aboliu a Produktplakatet, uma lei que impedia que qualquer navio estrangeiro vendesse diretamente mercadorias importadas nos mercados suecos. Essas mudanças foram lideradas por Carl David Skogman, sendo relutantemente aceitas por Carlos João apenas depois de sofrerem pequenas alterações, a fim de manterem uma linha mais protecionista sobre a política comercial.

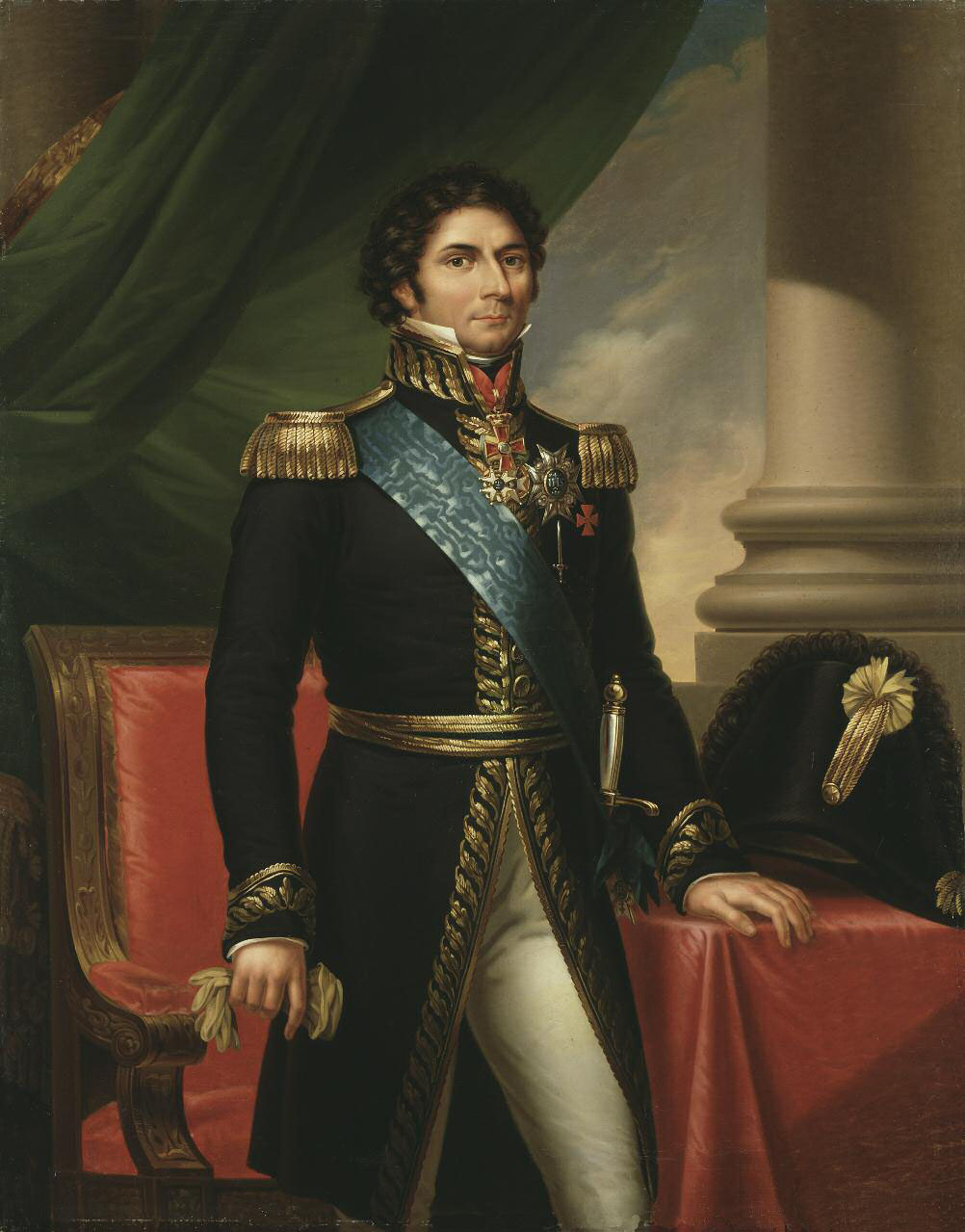
Carlos João por Fredric Westin

Devido à falta de progressos nas negociações com a Dinamarca sobre a liquidação da dívida com a Noruega, a Suécia pediu ajuda das grandes potências. Carlos João fez forte pressão para que a questão fosse resolvida durante o Congresso de Aquisgrão de 1818, onde as superpotências se reuniram para discutir a retirada dos exércitos da França e as modificações na política da Europa. O rei conseguiu chegar a um acordo para o Reino Unido interceder e também lidar com os dinamarqueses. Isso levou a uma redução dos originais seis milhões de riksdalers para três milhões, com prazo de pagamento de dez anos. A liquidação da dívida ajudou a esfriar por um tempo as relações sueco-russas, enquanto o rei acabou se aproximando dos britânicos. A pressão da superpotência também era alimentada pelas preocupações de Carlos João sobre sua posição de monarca eleito.
Entretanto, o parlamento norueguês não ficou satisfeito com o acordo de liquidação e propôs em 1821 que a Suécia deveria assumir a dívida inteira de seis milhões, algo que o rei veementemente rejeitou. Para conseguir que sua vontade fosse feita, Carlos João chegou a até pagar para alguns parlamentares mudarem de posição (em outras palavras, suborno). Quando o valor ficou estabelecido, ele tentou usar a liquidação para fazer com que a Noruega entrasse em uma união mais próxima da Suécia, onde sentiu que sua posição poderia ser mais forte. O caso terminou com Carlos João colocando tropas suecas e norueguesas em Etterstad, do lado de fora de Cristiania, salientando que a recusa em aceitar suas exigências poderia colocar a constituição em risco, com o parlamento norueguês finalmente cedendo em maio de 1821.
Um dos outros motivos de controvérsia entre o rei e o parlamento norueguês foi a questão da abolição da nobreza. Carlos João tinha na nobreza um apoio essencial para a família real na Noruega, com a questão da abolição já tendo sido discutida pelo parlamento em 1815 e novamente em 1818, surgindo pela terceira vez em 1821. Carlos João tinha apenas um poder de veto limitado sobre o parlamento e decidiu aceitar a lei de abolição da nobreza em 1821. Foi a primeira vez em que o veto limitado fez com que o monarca não conseguisse sua vontade. Ainda em 1814 ele tinha concordado com o Artigo 79 da constituição, que permitia que um terço das decisões parlamentares se tornassem lei sem a aprovação do soberano.

"O tempo é necessário para fazer o resto, mas você nunca deverás esquecer o grande objetivo, a fusão das duas nações com uma representação comum, finanças conjuntas, direito civil e penal compartilhados. Mas o tempo ainda não foi construído."

— Carlos João em carta ao filho Óscar, 22 de julho de 1821
Carlos João queria ligar os dois países mais profundamente através de uma amalgamação, porém a constituição norueguesa era mais uma vez um obstáculo, com os políticos noruegueses, especialmente Herman Wedel-Jarlsberg, sendo contra a ideia. Para o parlamento de 1824 o rei veio com várias alterações constitucionais, que lhe dariam um poder expandido, com direito a veto ilimitado e dissolução do parlamento. As propostas foram rejeitadas e isso gerou conflito entre Carlos João e os políticos. O monarca também não tinha apoio das superpotências para uma união mais íntima, com Alexandre sendo especialmente negativo.
Uma antiga disputa de fronteira entre a Noruega e a Rússia ressurgiu em 1824, com um acordo final estabelecendo os limites do país na província de Finnmark sendo finalizado e assinado dois anos depois. Carlos João nessa época ainda tinha um bom relacionamento com Alexandre, algo que facilitou a resolução do assunto sem grandes problemas ou conflitos.
Entre 1818 e 1821 havia ocorrido o chamado Incidente de Bodø, em que uma companhia mercante britânica foi apanhada realizando atividades comerciais ilegais no porto norueguês de Bodø. O ministério do exterior sueco, que na época tinha jurisdição sobre os dois reinos, pareceu favorável demais às reivindicações britânicas, enfurecendo alguns noruegueses. Os britânicos pagaram uma indenização em 1821, porém seis anos depois, em 1827 o incidente ficou mais amplamente conhecido e o parlamento e o primeiro-ministro exigiram e conseguiram obter de Estocolmo uma maior influência sobre os assuntos externos da Noruega.

### Conflitos na Noruega
A oposição na Suécia foi reforçada na sessão parlamentar de 1823, exigindo maior liberdade de imprensa. Além das políticas fiscais, Carlos João também perdeu a batalha pelo aumento da emissão de mais moeda. A oposição ainda era predominantemente factual e a pessoa do rei geralmente era mantida fora das disputas políticas, porém o político Carl Henrik Anckarswärd trabalhou entre os líderes da oposição e ajudou a criar um caráter mais pessoal.
Essas disputas surgiram em conexão com o desejo dos noruegueses de marcar sua constituição com celebrações anuais no 17 de maio. A primeira grande festa ocorreu em 1824, porém foi comemorada mais em particular. O 17 de maio foi novamente celebrado em particular nos dois anos seguintes, porém para 1827 uma comemoração oficial foi marcada. O conde Johan August Sandels, governador-geral da Noruega, visitou Carlos João e interpretou que o monarca iria "tolerar" a festa, porém isso mais tarde se mostrou um grande mal-entendido. O rei ainda desejava uma união mais forte entre seus reinos e, contra o conselho de seu governo norueguês, tomou medidas drásticas a fim de convocar um parlamento extraordinário em 1828. Ele enviou um emissário até São Petersburgo para conseguir o apoio do imperador Nicolau I da Rússia sobre uma possível revogação da constituição norueguesa. Tais medidas surpreenderam os suecos e foram fortemente dissuadidas por Nicolau. Carlos João mesmo assim permaneceu em Cristiania, dando uma mensagem clara que as celebrações do 17 de maio eram indesejáveis, com sua vontade sendo respeitada.

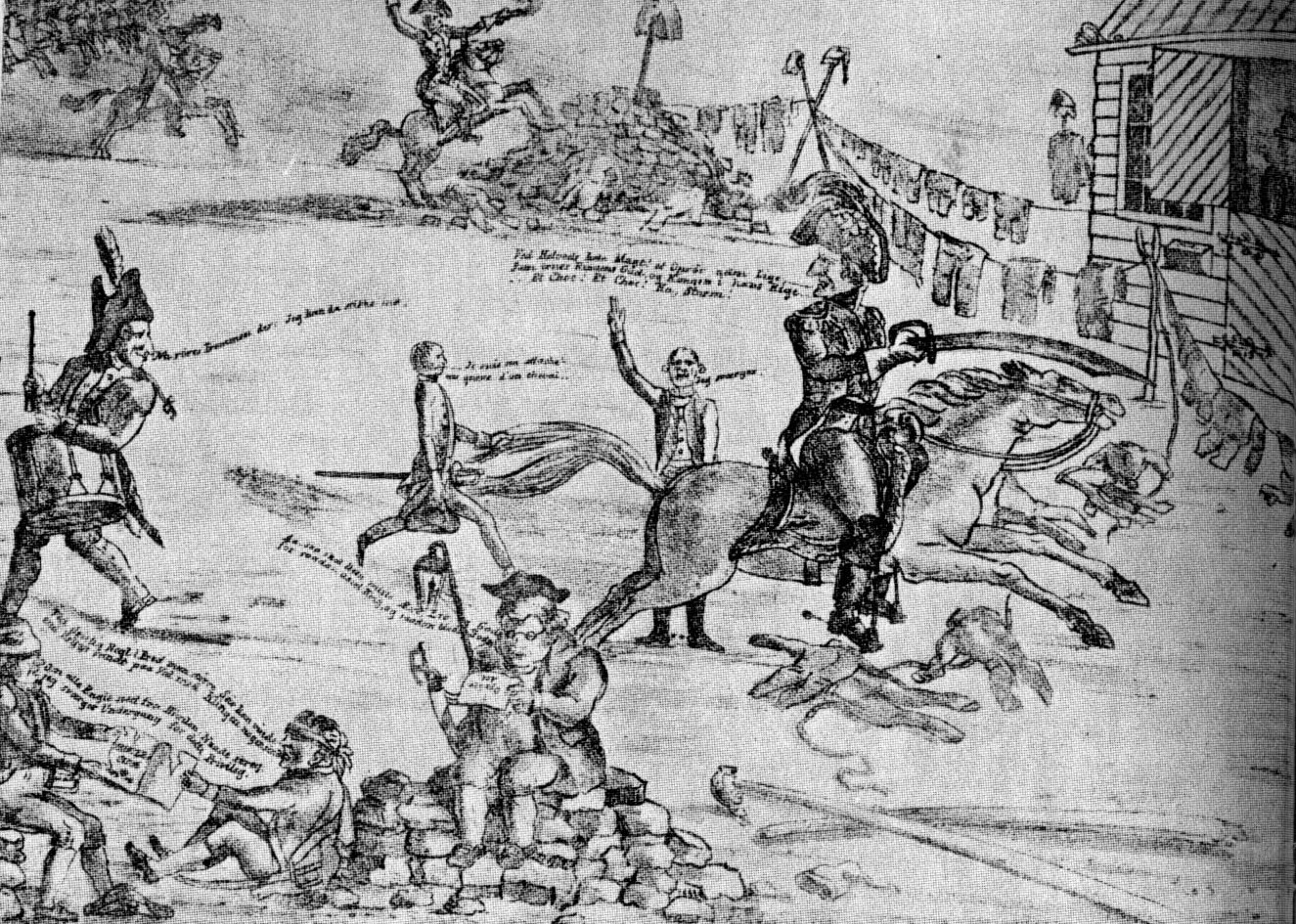
Desenho da Batalha da Praça pelo escritor Henrik Wergeland, que estava presente nos tumultos

A comemoração também foi proibida em 1829, porém um navio a vapor chamado SS Constitutionen aportou em Cristiania justamente no dia 17 de maio, fazendo com que a população local recebesse a embarcação com gritos de "viva a constituição!". As pessoas se acumularam na área da Grande Praça e as autoridades locais e suecas advertiram em vão contra as manifestações, fazendo com que o conde Baltzar von Platen, o governador-geral, mandasse uma unidade de cavalaria e infantaria com o objetivo de dispersar a multidão. Isso causou pânico e tumulto, com muitos sendo pisoteados, atropelados por cavalos e acertados com baionetas; todo o incidente ficou conhecido como a Batalha da Praça. Vários protestos políticos ocorreram na Noruega logo em seguida, com von Platen recebendo duras críticas. Vários conselheiros e funcionários suecos eram altamente impopulares com os noruegueses, e por sua vez eles detestavam a Noruega, porém Carlos João permaneceu muito popular no país apesar dos vários conflitos e discussões que ocorreram na década de 1820. Ele finalmente veio a permitir e tolerar as celebrações do 17 de maio, mas sempre sob grande supervisão.
O último grande conflito de Carlos João contra o parlamento da Noruega aconteceu em 1836 em função do desejo norueguês de possuir maior autonomia municipal através das chamadas Leis da Presidência, mas também devido a questões de princípios, como por exemplo sua própria bandeira comercial e desenho das moedas. O rei ficou irritado com tantas exigências e pelas celebrações do 17 de maio. Ele acabou dissolvendo o parlamento sob o pretexto de que ele já havia durado pelo período mínimo necessário. Sua reação foi muito inesperada, possivelmente relacionada aos seus conflitos com a oposição sueca e pela preocupação com déficits fiscais. O parlamento respondeu atacando Severin Løvenskiold, o primeiro-ministro em Estocolmo, com um processo de impeachment. Carlos João considerou a ação como um golpe, porém acabou permitindo que o processo continuasse, já que não tinha grande apoio da Rússia. Løvenskiold acabou mantendo seu cargo e o rei por fim aprovou as Leis da Presidência. No mesmo ano ele nomeou Herman Wedel Jarlsberg como novo governador-geral da Noruega, cargo que estava vago desde a morte de von Platen em 1829. Jarlsberg foi o primeiro norueguês a ocupar esse posto.

### Acontecimentos no exterior
Um dos maiores fatores da política internacional da época era a rivalidade entre o Reino Unido e a Rússia. Uma guerra entre os dois países poderia colocar os Reinos Unidos da Suécia e Noruega em uma situação particularmente vulnerável, porém apesar das várias tensões um conflito armado nunca chegou a acontecer. Consequentemente, isso evitou que a política de neutralidade externa do rei fosse colocada em risco. Alexandre morreu em 1825 e a amizade que Carlos João tinha com o antigo imperador continuou com seu sucessor, Nicolau I, que lhe demonstrava grande respeito (tendo inclusive realizado uma visita surpresa em 1838).

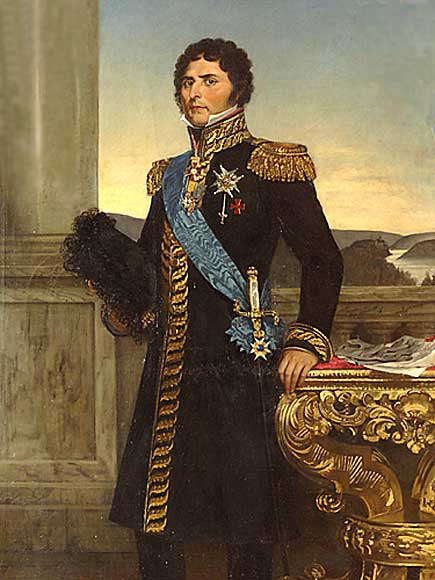
Carlos João por Caroline Engelhardt

Um conflito entre esses países surgiu na controvérsia da "Skeppshandelsfrågan" (Questão dos Navios), quando, para angariar fundos a fim de uma renovação de sua frota naval, a Suécia vendeu três de seus navios de guerra antigos. Formalmente, os compradores eram empresas comerciais britânicas, que na verdade eram apenas intermediárias para as ex-colônias espanholas na América, cujas independências haviam sido reconhecidas apenas pelo Reino Unido. Para a Suécia, além dos motivos financeiros, a transação era importante porque o país buscava aumentar seu comércio com os novos países americanos.
Os outros países membros da Santa Aliança consideravam esses novos estados como terras rebeldes e protestaram fortemente contra a venda dos navios. Alexandre, pouco antes de sua morte, foi pressionado pelas outras potências e acabou por apoiar represálias contra os suecos, a não entrega das três embarcações e o cancelamento das vendas. Carlos João mesmo assim tentou durante algum tempo fazer com que as vendas seguissem adiante, porém desistiu e atendeu aos pedidos de seus ministros. A Suécia foi forçada a pagar uma indenização, ficando com perdas ao invés de ganhos, levando a duras críticas nas auditorias do Estado e do parlamento.
O governo sueco se organizou nos parlamentos de 1828 a 1830 ao redor do barão Karl Johan af Nordin e principalmente do conde Magnus Brahe, amigo pessoal do rei. Mesmo assim a política de "Myntrealisationen" (uma forma de desvalorização da moeda a fim de realizar a transição para o padrão prata) foi conduzida e aprovada, apesar dos vários protestos de Carlos João. Essa foi talvez sua maior derrota política na Suécia, entretanto ela finalmente encerrou a incerteza do sistema financeiro, que desde as crises ao final das Guerras Napoleônicas havia danificado o desenvolvimento econômico do país.
A Revolução de Julho de 1830 na França, que terminou por forçar a abdicação do rei Carlos X e a ascensão de Luís Filipe I, surpreendeu Carlos João e criou efeitos em outros países, como por exemplo a Revolução Belga. Essas revoltas se tornaram motivo de preocupação na Noruega, inspirando alguns adversários sindicais e levando a um certo tumulto na política norueguesa. O Levante de Novembro na Polônia contra a Rússia recebeu certo apoio da oposição sueca, contribuindo para a desconfiança e conservadorismo cada vez maiores do rei.

### Oposição na Suécia

Carlos João em 1831

1830 marcou um grande avanço para a oposição sueca, com a Revolução de Julho reforçando os ideais liberais pela Europa. O novo jornal Aftonbladet surgiu como um porta-voz da oposição e sua influência logo ultrapassou a da imprensa conservadora, com o fato de os conselheiros do rei serem mais velhos criando repercussões mais negativas em relação às mudanças. A falta de conhecimento de Carlos João na língua sueca dificultou que ele iniciasse reformas constitucionais no surgimento das controvérsias sobre as questões de representação, a organização do Conselho de Estado e de seus próprios conselheiros. Uma das principais reivindicações era a clara falta de um parlamentarismo semelhante ao britânico, em que os ministros podiam ser responsabilizados pelo próprio parlamento.
Carlos João estava na verdade mais preocupado com o que estava acontecendo em seu antigo país, tentando de várias maneiras transmitir uma imagem positiva de si próprio à opinião pública francesa. Entretanto, o rei muitas vezes foi ridicularizado e certas vezes menosprezado como um traidor, como por exemplo em um dos romances do escritor Honoré de Balzac.
Escritores dissidentes como Magnus Jacob Crusenstolpe e Anders Lindeberg começaram a lançar ataques contra a própria pessoa do rei. A forte influência que seu favorito Magnus Brahe exercia sobre os outros conselheiros também foi criticada. Os parlamentos de 1834 e 1835 foram particularmente difíceis para o governo, que sofreu várias derrotas devido à dominação da oposição.
A batalha contra a oposição ficou mais afiada nos anos seguintes através da luta contra a imprensa, com o governo sueco nomeando August von Hartmansdorff para supervisionar o Indragningsmakten e realizar uma grande campanha contra as publicações opositoras. Crusenstolpe foi acusado no verão de 1838 de crime de lesa-majestade, levando a agitações civis em Estocolmo que culminaram na morte de duas pessoas e no pequeno crescimento de um movimento republicano. As tensões diminuíram no final do ano, com a oposição tentando trazer o príncipe herdeiro Óscar para seu lado.
Também na década de 1830 cresceu com certa força o movimento do escandinavismo tanto na Suécia como na Noruega, mas principalmente na Dinamarca. O movimento, além de promover a cooperação entre os três países, também criticava a Rússia e os estados germânicos. Isso levou a insatisfações nas imprensas russa e germânica, que condenaram em 1837 o governo sueco e Carlos João de maneira mais dura e severa.

"Eles me fizeram desconfiar de uma vida toda, e eu talvez sempre serei assim; mudanças na minha idade não ocorrem mais. Mas espero que evitem que meu filho seja assim. Não sabem o quão infeliz você é quando acha que não pode confiar em ninguém!"

— Carlos João para um de seus camareiros
O rei visitou a Noruega pela última vez no inverno de 1838–39. Foi sua décima viagem para o país, sendo recebido de forma acolhedora e entusiástica por onde passou. Ele permaneceu em Cristiania de dezembro de 1838 até maio de 1839 durante um período tranquilo politicamente. Não houve conflitos contra o parlamento e seu consentimento para a bandeira norueguesa impulsionou sua popularidade. Dada toda a controvérsia com a oposição liberal em Estocolmo, seu período na Noruega lhe serviu como "convalescença política".
A oposição sueca se organizou em 1839 com o objetivo de derrubar o então sistema parlamentarista no ano seguinte e forçar a abdicação de Carlos João. A coalizão conseguiu o apoio de alguns ministros, parcialmente influenciados pelas crescentes reservas sobre o Conselho de Estado e pelas fracas e inadequadas preparações dos parlamentares governistas. A oposição conseguiu vitórias nas eleições para os membros dos comitês de supervisão parlamentar, porém sua esperança de vitória acabou frustrada por August von Hartmansdorff, que conseguiu reorganizar as maiorias conservadoras no clero e na nobreza. Isso endureceu a posição dos governistas e eles conseguiram dificultar ou rejeitar a maioria dos planos da oposição. O rei acabou tirando alguns membros de seu conselho em 1840 e os substituiu por novos homens para tentar apaziguar um pouco a oposição.

### Últimos anos

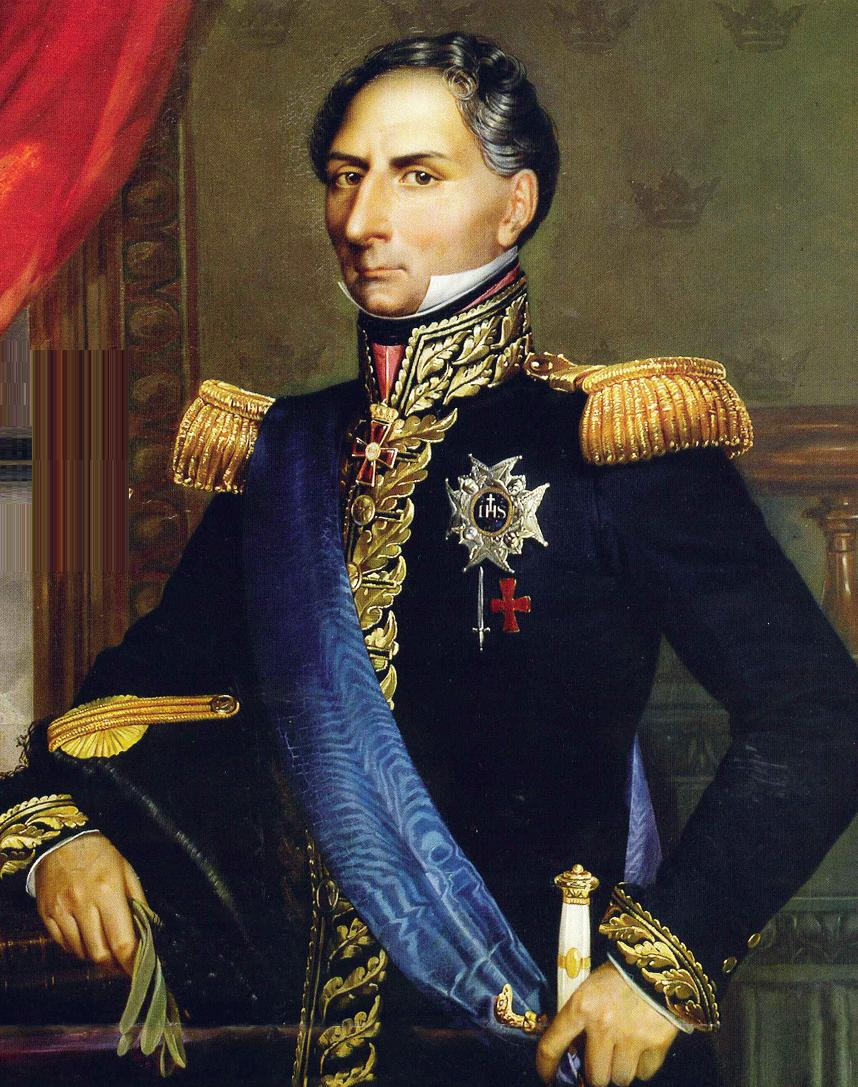
Carlos João c. 1840–41

Os conflitos entre Carlos João e a oposição sueca diminuíram ao fim do parlamento de 1841. Dois anos depois em 1843, o rei, então com oitenta anos de idade, celebrou seu Jubileu de Prata marcando 25 anos no trono, recebendo calorosas demonstrações de afeição por todos os cantos de seus dois reinos. Ao final de seu reinado a Suécia tinha conseguido alcançar um desenvolvimento em diversas áreas: sua população era quase equivalente ao número antes da perda da Finlândia, a dívida externa e do governo tinham diminuído, novas rotas de transporte na forma de canais e estradas haviam sido construídas, a agricultura estava em um rápido crescimento, a indústria dobrou de tamanho, os bancos estavam crescendo, os impostos tinham sido reduzidos e as receitas cresceram.
O rei acabou adoecendo no início de janeiro de 1844 com uma gangrena no pé e em 26 de janeiro, seu aniversário de 81 anos, ele acordou se sentindo mal e ficou de cama. Ele sofreu um acidente vascular cerebral no dia 5 de março e em seguida entrou em coma. Carlos XIV & III João morreu três dias depois em Estocolmo, em 8 de março, aproximadamente às 15h30min. Ele acordou pouco antes de morrer e falou com seu filho Óscar, sussurrando: "Ninguém preencheu um caminho na vida semelhante ao meu", complementando ao afirmar que "Talvez eu pudesse ter concordado em me tornar um aliado de Napoleão; porém quando ele atacou o país que havia colocado seu destino em minhas mãos, ele não conseguiria encontrar em mim alguém diferente de um oponente. São conhecidos os eventos que balançaram a Europa e lhe devolveram sua liberdade. Também sabe-se o papel que desempenhei nisso". Seu funeral ocorreu na Igreja de Riddarholmen em 26 de abril, presidido por Carl Fredrik af Wingård, Arcebispo de Uppsala.

## Legado

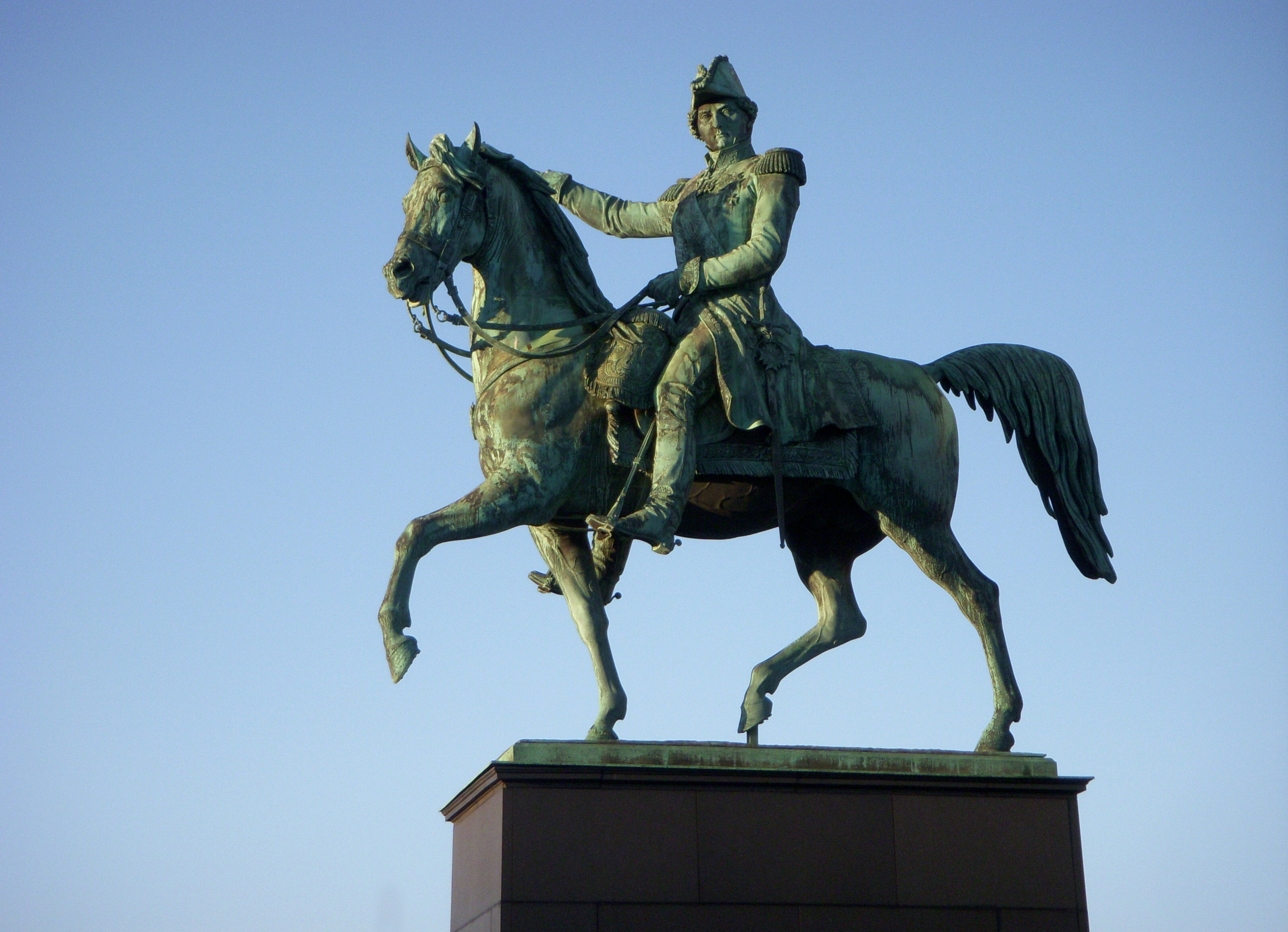
Estátua de Carlos João em Estocolmo. Esculpida por Bengt Fogelberg

Durante todo seu período como príncipe herdeiro e depois rei, Carlos João seguiu sua política estabelecida em 1812 de neutralidade externa. Na época de sua morte em 1844, a Suécia vivia em um longo período de paz sem precedentes em sua história. Ao contrário de outras monarquias europeias contemporâneas, que após a queda de Napoleão voltaram a assumir um sistema mais autocrático de poder, a Suécia e Noruega de Carlos João era vista como uma exceção, com as limitações constitucionais do poder real fazendo com que o rei fosse mais um político do que um soberano total.
Carlos João sempre teve o cuidado de enfatizar que tinha sido escolhido pelo parlamento sueco para ser rei, com sua posição, portanto, tendo sido construída sobre a liberdade de escolha de seus cidadãos; ele tinha lido Montesquieu e era a favor da separação dos poderes. Na França sua memória está sempre ligada à de Napoleão, com o ex-marechal sendo visto como possuindo uma parcela de culpa pela derrota francesa na Batalha das Nações em 1813. O próprio Napoleão comentou sobre Carlos João em seu exílio: "Bernadotte foi ingrato comigo, pois eu fui a origem de seu progresso, mas não posso dizer que ele me traiu […] Posso acusá-lo de ingratidão, mas não de traição".
O historiador sueco Olof Sjöström considera que Carlos João estabeleceu as fundações da Suécia moderna. O rei conseguiu quitar a dívida nacional e trabalhar a partir desse ponto para reerguer e reestruturar a Suécia internamente. Ele interveio diretamente no mercado e também usou seu próprio dinheiro para acabar com a inflação e estabilizar a moeda sueca, permitindo reformas econômicas que ajudaram no desenvolvimento de bancos particulares, negócios e fábricas. Mais reformas ocorreram na área agrícola que resultaram no aumento da produtividade das plantações e gado. A infraestrutura foi expandida com a construção de novas estradas, canais e portos, um novo sistema judicial foi estabelecido que fortaleceu as leis e os tribunais, novas escolas foram erguidas e a organização dos órgãos governamentais foi alterada e reforçada. Na opinião de Sjöström, "se esses trabalhos básicos não tivessem sido feitos com tanta calma e paciência durante o reinado de Carlos XIV João, os anos que se seguiram após sua morte até a década de 1930 teriam sido muito mais difíceis para a Suécia e poderiam ter levado a sérias consequências para nossa sociedade e nosso futuro como nação".
Na Noruega, Carlos João sempre foi uma figura popular, porém sua reputação foi atenuada pela questão da luta nacional do país após e durante a união com a Suécia. Sua morte retirou um elemento de incerteza na política norueguesa e fez com que a política de amalgamação que havia trabalhado terminasse permanentemente. Seu filho e sucessor Óscar I trabalhou a fim de estabelecer uma união mais igual entre os dois reinos, sendo só durante seu reinado que a união ficou mais estreita.

## Títulos e brasões

### Títulos e estilos
- 18 de maio de 1804 – 26 de setembro de 1810: "João Bernadotte, Marechal da França"
  - 5 de junho de 1806 – 21 de agosto de 1810: "João Batista, Príncipe Soberano de Pontecorvo"
- 26 de setembro de 1810 – 5 de novembro de 1810: "Sua Alteza Real, príncipe Johan Baptist de Pontecorvo, Príncipe da Suécia"[282]
- 5 de novembro de 1810 – 4 de novembro de 1814: "Sua Alteza Real, Carlos João, Príncipe Herdeiro da Suécia"[283]
- 4 de novembro de 1814 – 5 de fevereiro de 1818: "Sua Alteza Real, Carlos João, Príncipe Herdeiro da Suécia e Noruega"[283]
- 5 de fevereiro de 1818 – 8 de março de 1844: "Sua Majestade, o Rei da Suécia e Noruega".

### Brasões
| Brasão de João Bernadotte como Príncipe de Pontecorvo (1806–1810) | Brasão de Carlos João como Príncipe Herdeiro da Suécia (1810–1814) | Brasão de Carlos João como Príncipe Herdeiro da Suécia e Noruega (1814–1818) | Brasão de Carlos XIV & III João como Rei da Suécia e Noruega (1818–1844) |

## Descendência

A família real em 1837, por Fredric Westin. Esquerda para direita: príncipe Óscar, Duque da Gotalândia Oriental; rainha Desidéria; princesa herdeira Josefina; príncipe Augusto, Duque de Dalarna; princesa Eugênia; príncipe herdeiro Óscar; príncipe Carlos, Duque da Escânia; o rei Carlos João e príncipe Gustavo, Duque da Uplândia. Atrás um busto do rei Carlos XIII & II

| Imagem | Nome                                    | Nascimento         | Morte              | Casamento                                    | Filhos                                                                               |
| ------ | --------------------------------------- | ------------------ | ------------------ | -------------------------------------------- | ------------------------------------------------------------------------------------ |
|        | Óscar I José Francisco Óscar Bernadotte | 4 de julho de 1799 | 8 de julho de 1859 | Josefina de Leuchtenberg 19 de julho de 1823 | Carlos XV & IV Gustavo, Duque da Uplândia Óscar II Eugênia Augusto, Duque de Dalarna |